# St. Alexander und Theodor (Ottobeuren)
St. Alexander und Theodor ist die Kirche der oberschwäbischen Benediktinerabtei Ottobeuren im Landkreis Unterallgäu. Das Gotteshaus der ehemaligen Reichsabtei gehört durch seine spätbarocke Ausstattung zu den Höhepunkten der Oberschwäbischen Barockstraße. Im Gegensatz zu vielen anderen Kirchen ist St. Alexander und Theodor nicht geostet, sondern nach Süden ausgerichtet. Die seit 1804 dem Land Bayern gehörende Kirche erhielt 1926 von Papst Pius XI. den Ehrentitel Basilica minor. Die Kirche ist dem Heiligen Theodor Tiro und dem Märtyrer Alexander von Rom geweiht.
Bekannt wurde die Basilika vor allem durch die Ottobeurer Konzerte, von denen einige im Fernsehen ausgestrahlt wurden. Wallfahrten waren früher eine wichtige Einnahmequelle der Benediktiner, sind aber heute nicht mehr von Bedeutung.

## Lage

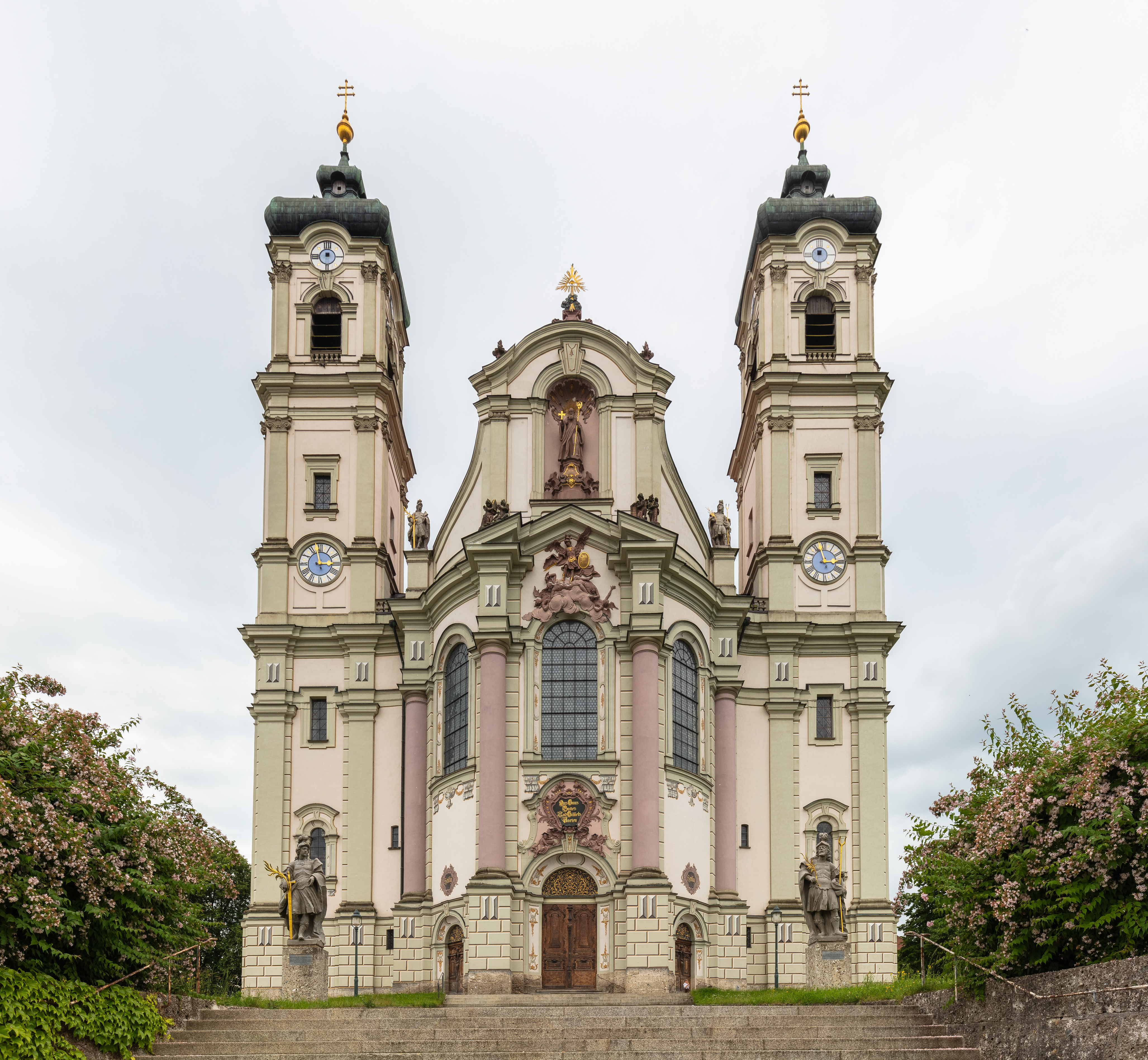
Fassade (Ansicht von Norden)

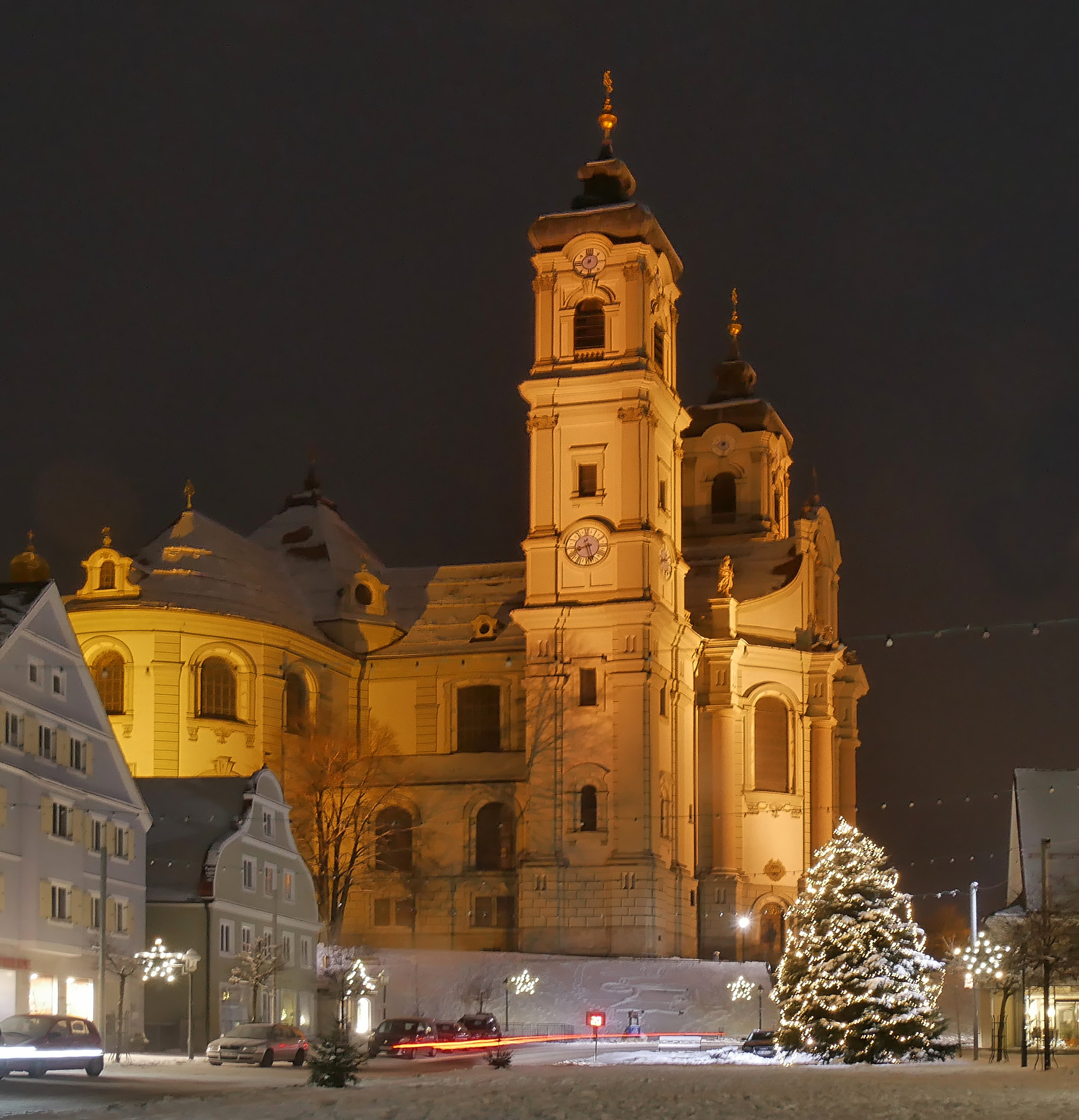
Ansicht vom Marktplatz

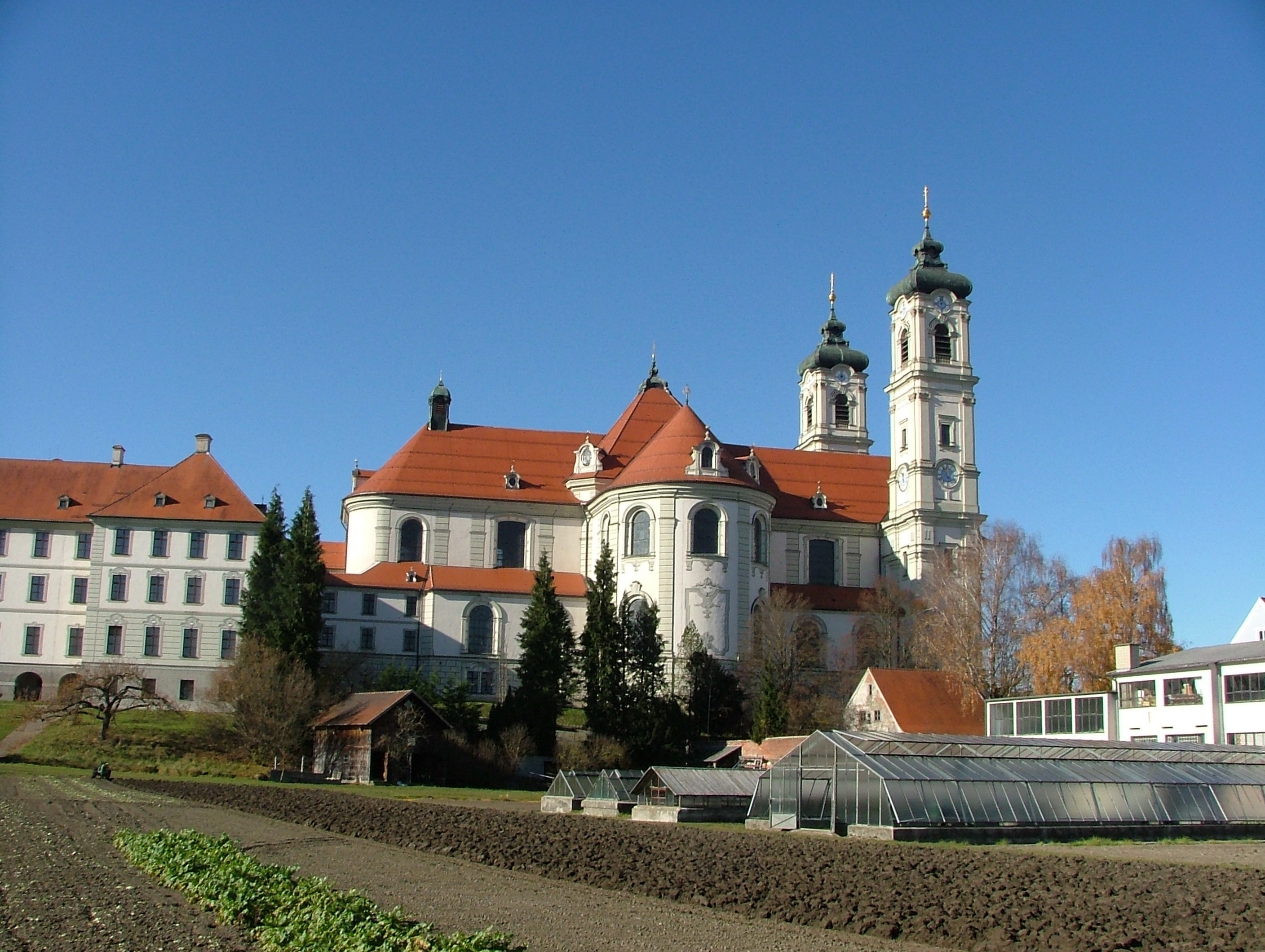
Seitenansicht

Die Kirche steht auf einem sanft ansteigenden Hügelrücken westlich des Marktplatzes des oberschwäbischen Marktes Ottobeuren. Sie ist weithin über das Tal der Westlichen Günz zu sehen.

## Geschichte

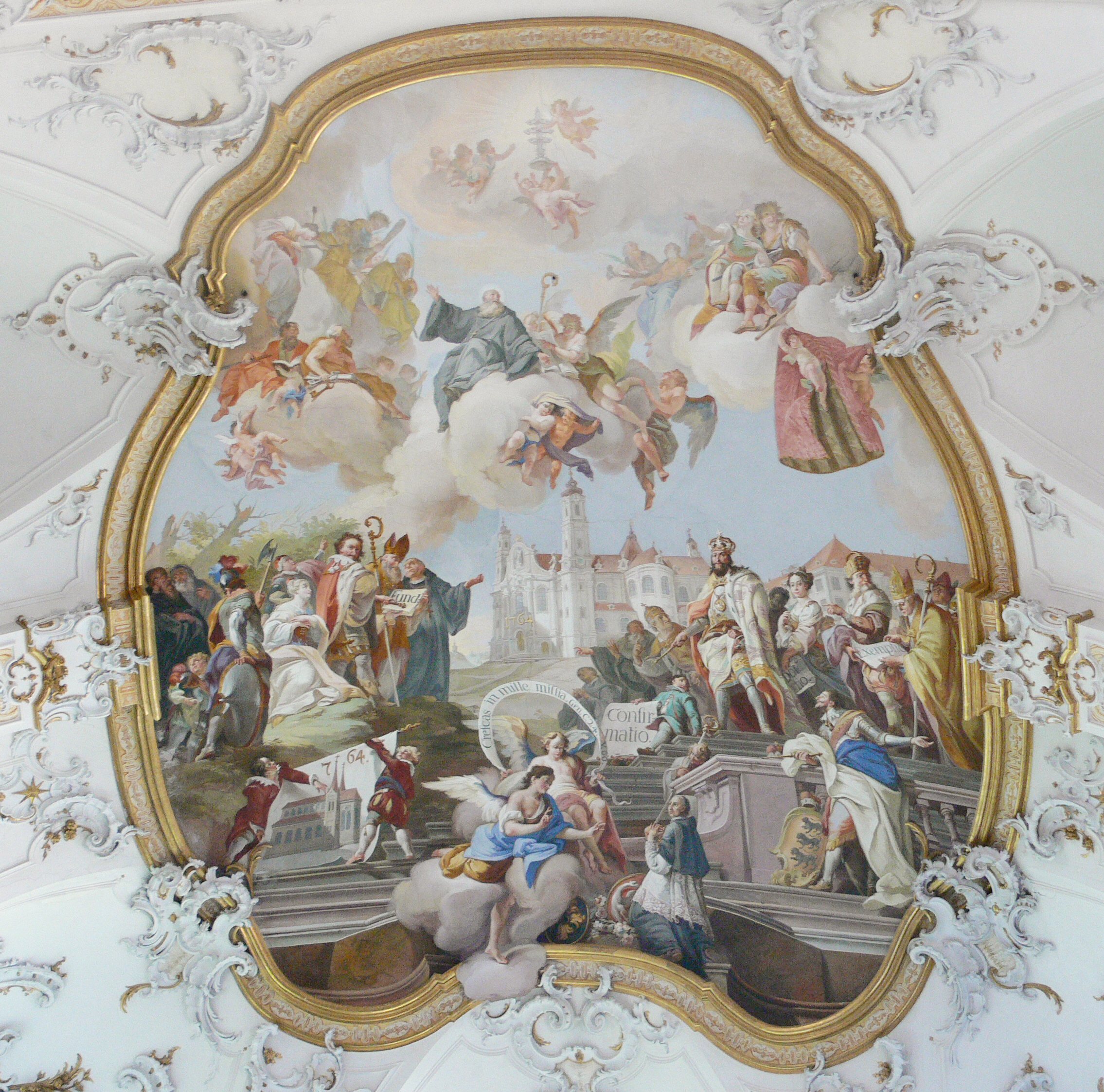
Jubiläumsfresko

Die erste Kirche muss mit der Klostergründung im Jahr 764 erbaut worden sein. 1089 ist ein Neubau belegt. Bereits 1204 ist ein weiterer Neubau mit einem Michaelschor im Westen in Angriff genommen worden. Unter dem Michaelschor befand sich eine Ursulagruft. 1525 wurde das Kloster samt Kirche im Bauernkrieg geplündert. 1553 wurde mit der Erneuerung der gotischen Kirche begonnen. Zuerst wurde der Michaelschor mit der Ursulagruft abgebrochen und durch einen breiteren Mönchschor ersetzt. Der damalige noch geostete Hochchor wurde mit einer Krypta versehen. Die achteckigen Abschlüsse der beiden Osttürme wurden mit Zwiebelhauben gekrönt. Am 21. September 1558 wurde die im Renaissancestil erneuerte Kirche eingeweiht. Im Dreißigjährigen Krieg wurde die Kirche samt Kloster zwischen 1630 und 1635 mehrmals verwüstet. 
Im Jahre 1682 wurde der Neubau eines barocken Klosters geplant, der 1686 mit der Barockisierung der alten Kirche begann. Dieser Umbau wurde jedoch kurz darauf eingestellt. Ab 1711 wurde die gesamte Klosteranlage Stück für Stück abgebrochen und durch einen neuen, barocken Bau ersetzt. Die Klosterkirche wurde zwischen 1737 und 1766 neu erbaut. 1802 wurde die Reichsabtei im Zuge der Säkularisation aufgelöst, die Kirche ging in den Besitz des Kurfürstentums Bayern, später in das Königreich Bayern über. Einigen der damals 48 Mönche wurde erlaubt, das Klosterleben im oberschwäbischen Ottobeuren fortzuführen, was nur unter schwierigen Bedingungen möglich war. So blieb auch die Klosterkirche weiterhin als solche bestehen. Ab 1834/1835 wurden Kloster und Klosterkirche als abhängiges Priorat der Benediktinerabtei Augsburg weitergeführt. Am 25. Januar 1926 verlieh Papst Pius XI. der Abteikirche mit dem Apostolischen Schreiben Refert ad Nos den Titel Basilica minor. Zwischen 1960 und 1964 erfolgte eine umfassende Innen- und Außenrenovierung der Basilika. Die größte Sanierung der Kirche begann 2004 und wurde 2010 abgeschlossen. Dabei wurden auch der gesamte Dachstuhl und die Türme der Kirche saniert.

## Baugeschichte
Als Hausarchitekt erstellte der Prior des Klosters P. Christoph Vogt im Jahre 1711 die ersten Pläne für eine neue Kirche im Typus der Kollegienkirche in Salzburg. Ab 1720 bewarben sich mehrere Architekten um den Bau der Kirche, zunächst Donato Giuseppe Frisoni, Kaspar Radmiller und Andrea Maini, später auch so bedeutende wie Dominikus Zimmermann und Joseph Schmuzer. Doch erst Simpert Kramer konnte sich mit seinen Plänen von 1736 durchsetzen und die Leitung für den Kirchenbau übernehmen. Er orientierte sich stark an der Basilika Weingarten, die 1724 eingeweiht worden war. Am 27. September 1737 wurde der Grundstein zum heutigen Kirchenbau durch Abt Rupert Neß gelegt. Nach dessen Tod am 20. Oktober 1740 entzog sein Nachfolger, Abt Anselm Erb, Baumeister Kramer 1744 die Bauleitung. Der Münchner Hofbaumeister Joseph Effner musste die Pläne überarbeiten. Effner entschied sich für einen geraden Abschluss des Chores. Wegen seines Todes im Jahre 1745 wechselte die Bauleitung ein weiteres Mal und der Münchner Architekt Johann Michael Fischer übernahm 1748 den noch in den Fundamenten steckenden Bau. In den folgenden fünf Jahren wurde die alte Kirche abgebrochen und der Rohbau der heutigen Kirche erstellt. Das riesige Dachwerk wurde 1753 unfallfrei auf den vollendeten Rohbau gesetzt.
Bei der Bewerbung um die Innenausstattung setzte sich 1755 Johann Michael Feuchtmayer gegen seinen Cousin und Konkurrenten Joseph Anton Feuchtmayer durch. Das Künstlerteam um Feuchtmayer konnte ebenfalls für die Innenausstattung gewonnen werden. Gleichzeitig wurde der erste Vertrag mit dem Bildhauer und Stuckplastiker Johann Joseph Christian bezüglich des Chorgestühls geschlossen. Im Mai 1755 waren die Maurerarbeiten an den Gewölben beendet. Zur selben Zeit wurden vermutlich die ersten Verträge mit den Tiroler Malern und Freskanten Johann Jakob Zeiller und Franz Anton Zeiller für die Gewölbefelder geschlossen. Beide freskierten später, teilweise gemeinsam, die Gewölbefelder. Ein Jahr später begannen die Innenarbeiten mit der Freskierung der Gewölbe und der Anfertigung der ersten Stuckplastiken. 1758 wurde ein zweiter Vertrag mit Johann Michael Feuchtmayer über Stuckarbeiten geschlossen. Ein Jahr später waren die Steinskulpturen an der Fassade fertig. Die dortigen Vergoldungen stammten von Johann Jakob Kleindorffer aus Mindelheim.
Die beiden Türme wurden 1760 vollendet. Die Turmkreuze vergoldete Martin Knoblauch aus Söflingen bei Ulm. Im selben Jahr wurden die Fresken in den Hauptgewölben fertiggestellt. Der Hochaltar wurde 1761 gefasst, mit ihm begann die Ausstattung der Kirche mit der mobilen Inneneinrichtung, welche erst 1777 abgeschlossen wurde. Die beiden Chororgeln wurden 1766 vollendet. Zur Einweihung des Gotteshauses veranstaltete man eine achttägige Feier, die am 28. September 1766 begann. Mit dieser Einweihung feierte das Kloster sein 1000-jähriges Jubiläum nach, das man wegen der noch nicht fertiggestellten Kirche um zwei Jahre verschoben hatte. 1767 starb der Bauherr Abt Anselm Erb. Kleinere Veränderungen beim Mobiliar wurden noch des Öfteren vorgenommen, jedoch stammt der Großteil der erhaltenen Gegenstände aus der Erbauungszeit. 2004 wurde mit einer groß angelegten Sanierung des Dachwerks begonnen.

## Baubeschreibung und Ausstattung

### Außenbau
Die kreuzförmig angelegte Kirche ist von Norden nach Süden orientiert. Zwei 82 Meter hohe Türme flankieren die Nordfassade.
Die vorgewölbte Nordfassade ist in Breite und in Höhe dreigliedrig gestaltet. In der unteren Zone befinden sich das große Hauptportal und links und rechts davon jeweils ein kleineres Eingangsportal, darüber sind in Kartuschen die Worte aus der Jakobsgeschichte der Genesis (28,16-19) Heilig und Haus Gottes und Himmels Porten zu lesen. Die mittlere Zone der Fassade ist durch drei große Rundbogenfenster aufgelockert. Über dem Mittelfenster konfrontiert der Erzengel Michael auf seinem Schild mit der Frage Quis ut Deus?. Unmittelbar darüber stehen der Heilige Benedikt, der Gründer des Benediktinerordens, an den Giebelenden als Begleitfiguren die Märtyrer Alexander und Theodor, denen die Kirche geweiht ist. Den Dachfirst schmückt das Auge Gottes im trinitarischen Dreieck.
2014 sind die originalen Heiligen Alexander und Theodor aus Sandstein (Höhe 4 m) von Joseph Christian, Steinbildhauer, Holzschnitzer und Stuckplastiker, „zu uns auf die Erde gekommen“. Sie säumen seitdem den Treppenaufgang zur Basilika wie die moderne Bronzeskulptur des Erzengels Raphael mit Wanderstab (Höhe ca. 5 m) von Marlene Neubauer-Woerner (1968). Die neuen Figuren der Heiligen Alexander und Theodor an der Nordfassade in 35 Metern Höhe sind Nachbildungen.
Dahinter schließt sich das etwa 30 Meter lange dreischiffige Langhaus an. Danach folgt das Querhaus, dessen Querarme abgerundet enden, bevor der sich anschließende erhöhte Chor- und Hochaltarraum, auf die Breite des Hauptschiffs reduziert, nach etwa 40 Meter in einem geraden Chorabschluss endet.

### Innenraum

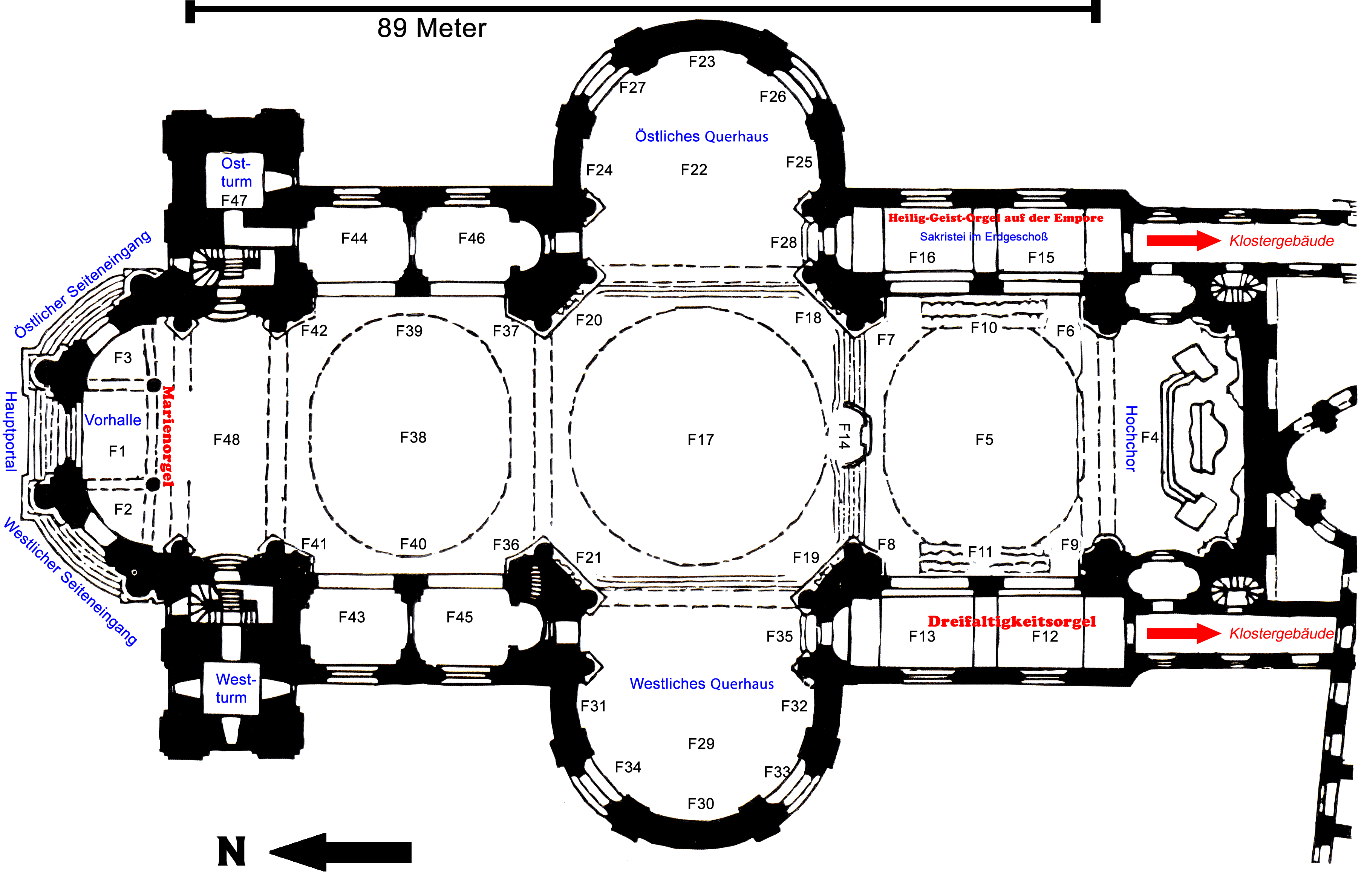
Der Kirchengrundriss

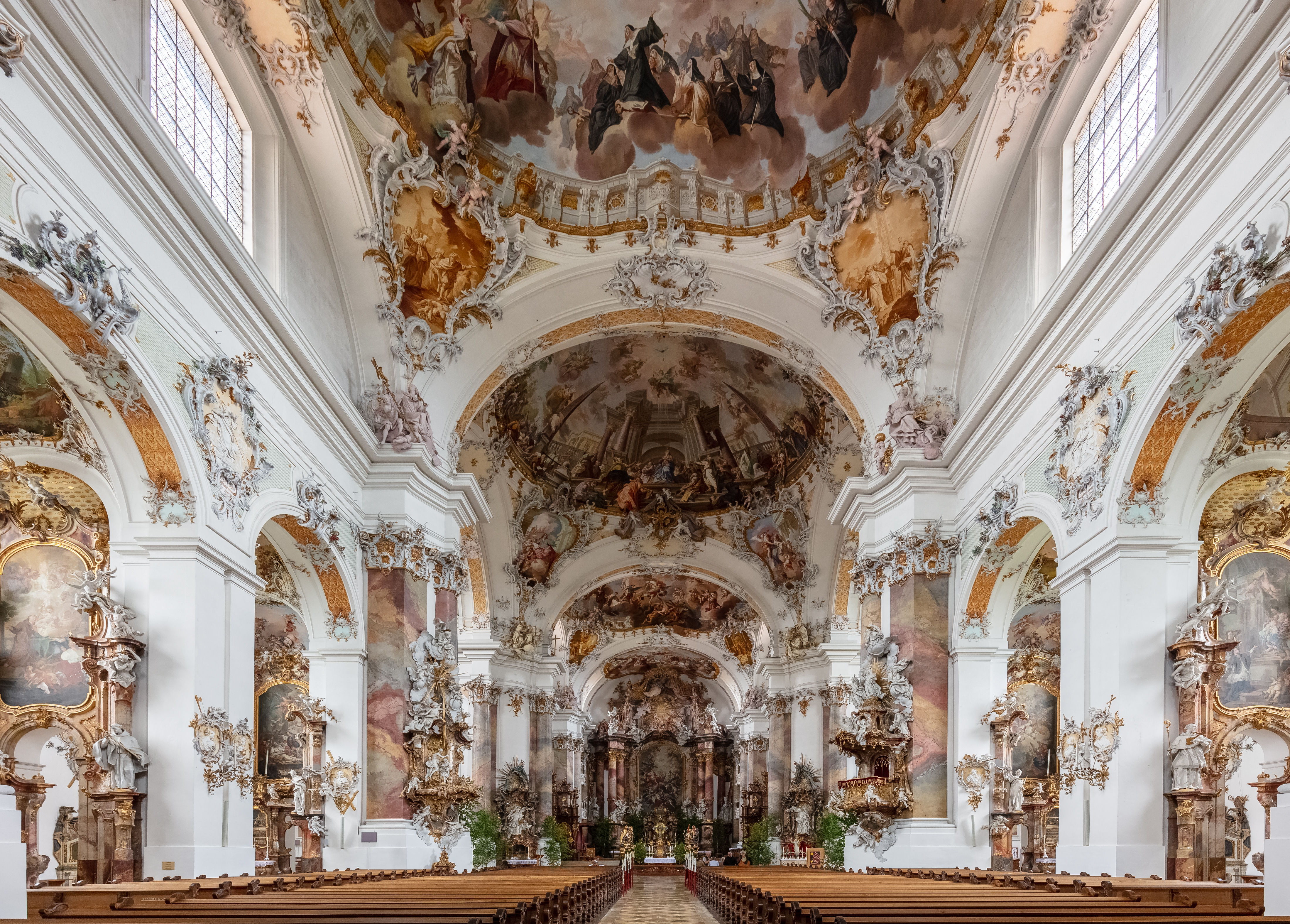
Blick in das Hauptschiff der Kirche

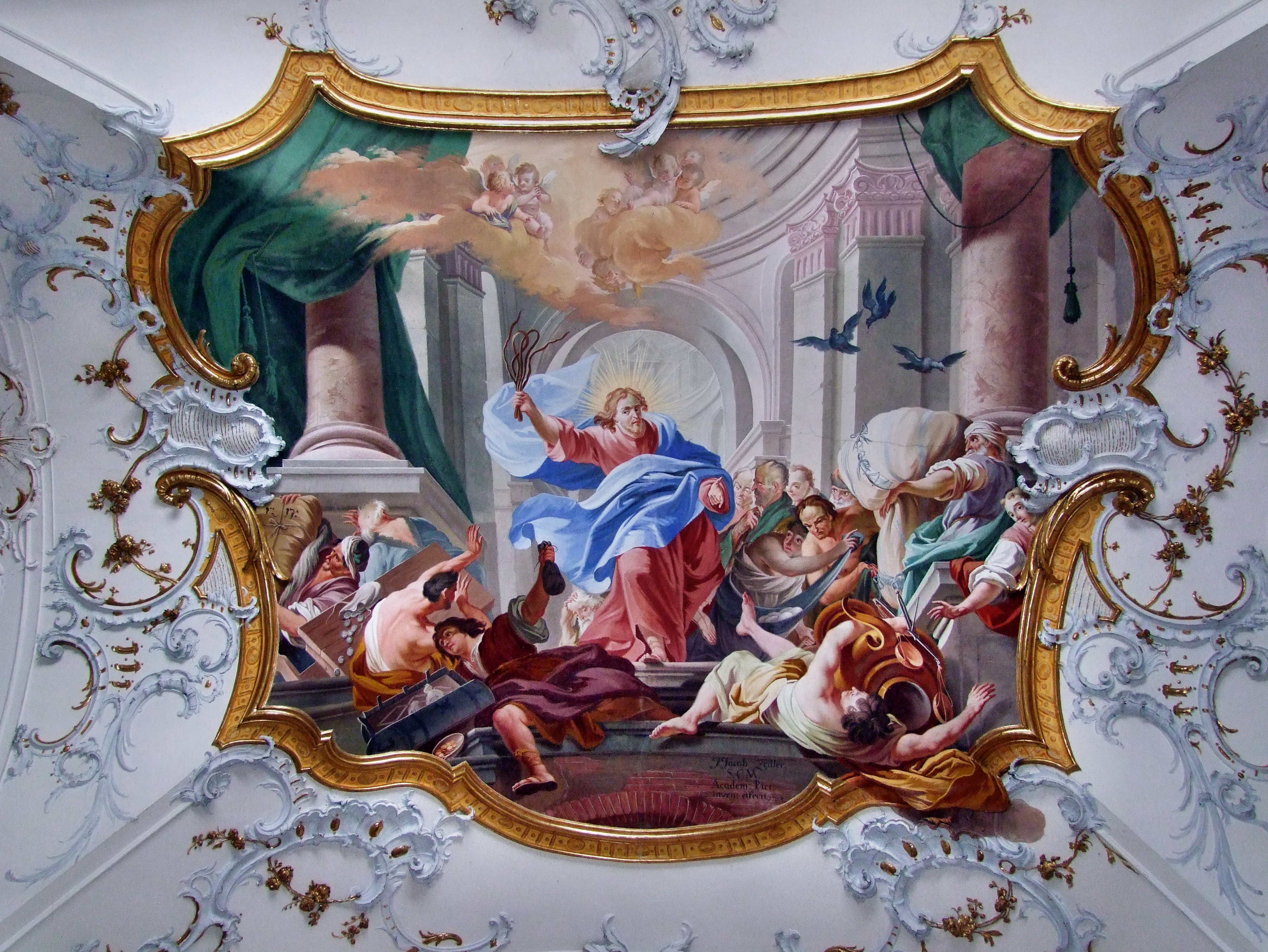
Das Mittelfresko in der Eingangshalle

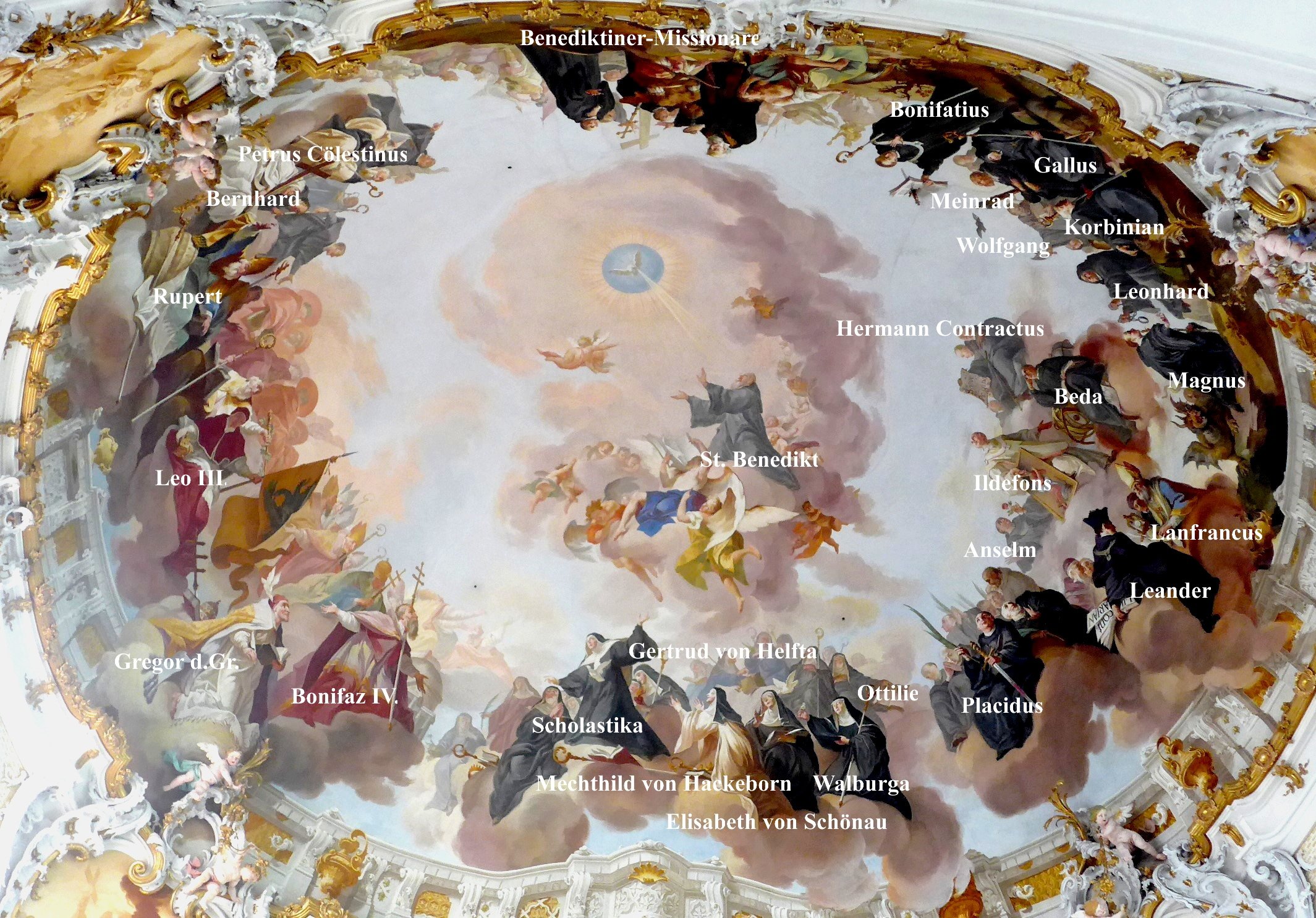
Benediktiner-Fresko (Übersicht)

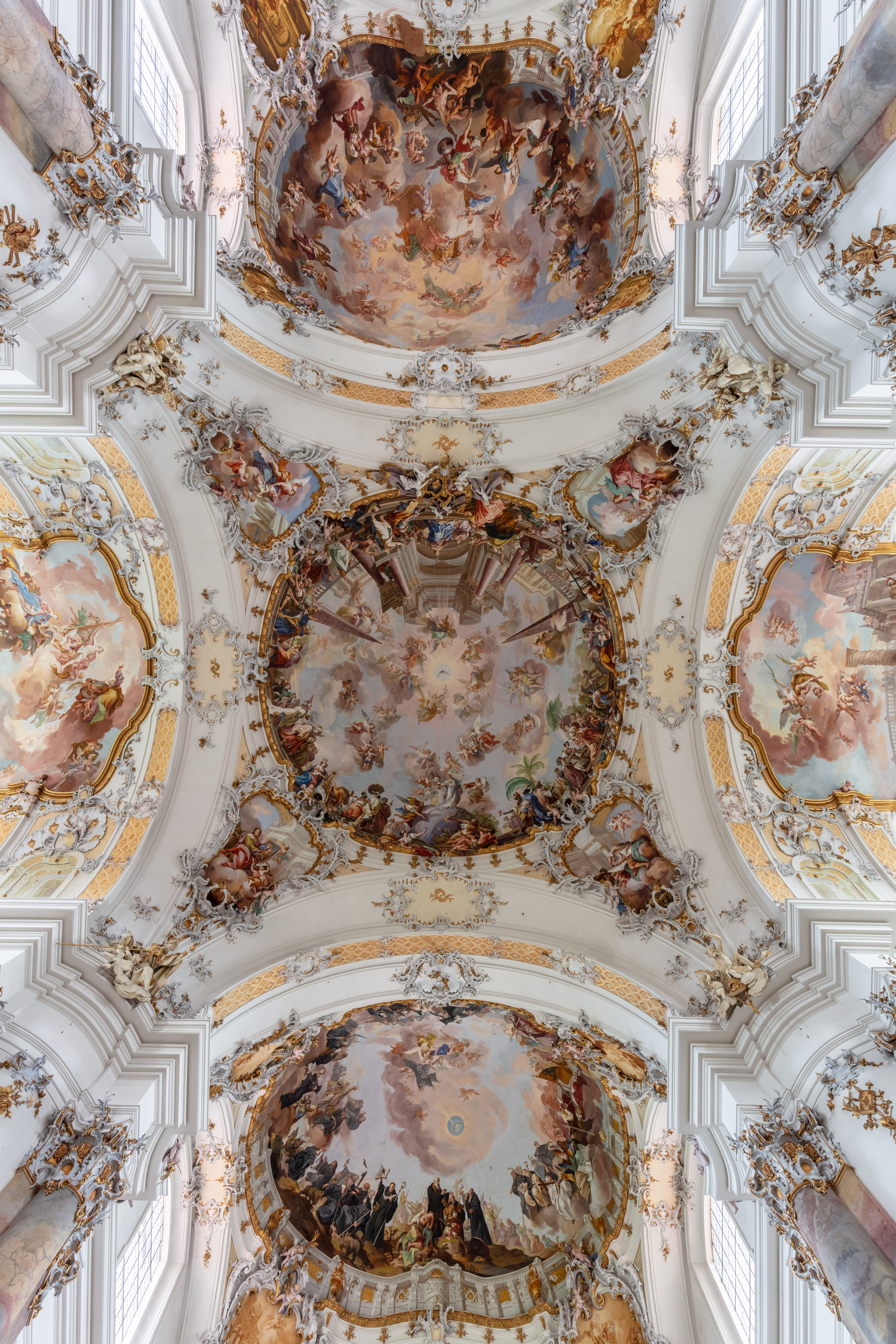
Blick in die Vierungskuppel

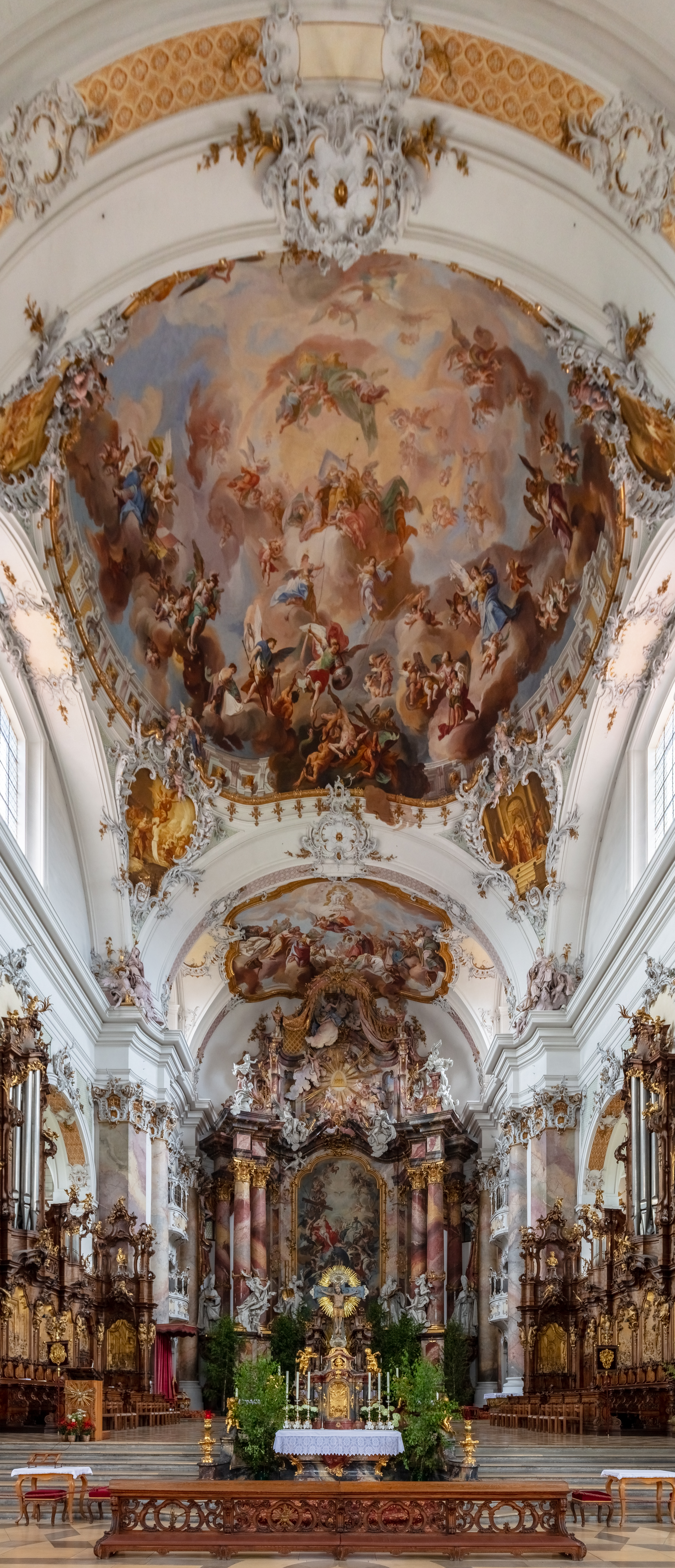
Der Kreuzaltar mit romanischem Kruzifix und der Hochaltar im Hintergrund

Der Innenraum ist spätbarock ausgestattet. Er gliedert sich in Eingangshalle, Hauptschiff mit östlichem und westlichem Seitenschiff, westliches und östliches Querschiff, und den Chor.

#### Eingangshalle
Den drei Eingangsportalen sind an der Decke der Vorhalle drei mit Stuck verzierte Gewölbefresken in Goldrahmen zugeordnet. Das mittlere Deckenfresko, das größte der drei, mit trapezförmigem Zuschnitt, zeigt die Vertreibung der Geldwechsler und Händler aus dem Tempel, das westliche Deckenfresko, birnenförmig, die Opfergabe der armen Witwe, das östliche, ebenso geformt, das Gleichnis vom Pharisäer und Zöllner. Durch das klassizistische schmiedeeisernes Gitter in Weiß und Gold (1792) gelangt man in das Langhaus. Die Wappen über den Emporen-Stützsäulen sind die von Papst Pius XI. und das von Papst Benedikt XVI. Über der Vorhalle befindet sich die Empore für die Marienorgel.

#### Mittelschiff
Das Mittelschiff hat eine Länge von 89 Metern und besitzt pro Seite 10 Marmorsäulen, welche das Hauptschiff von den Seitenschiffen trennen. Die Höhe in der Vierung beträgt 36 Meter. Die Decke ist durch drei große Kuppeln mit Fresken und zwei kleinere Gewölbefresken unterteilt.
Nördlicher Teil
Die über der Eingangshalle liegende Musikempore zwischen den Turmwänden wird von zwei Engeln als Atlanten auf Stuckmarmorsäulen getragen. An den Turmwänden befinden sich je ein kleiner Balkon sowie ein Prospektteil der Marienorgel. Darüber wölbt sich das Jubiläumsfresko (Franz Anton Zeiller). Es feiert die Fertigstellung und Einweihung der barocken Kirche im Jahr 1766 und das 1000-jährige Bestehen der Abtei, indem es mit dem dargestellten adeligen Stifterpaar und Kaiser Karl d. Gr. mit seiner Gemahlin Hildegard und Kaiser Otto I. mit den Bischöfen und Diözesanpatronen Ulrich von Augsburg und Konrad von Konstanz an die Gründung im Jahr 764 und die Unterstützung der Benediktinerabtei in den folgenden Jahrhunderten erinnert, mittig im Bildhintergrund ist die vollendete barocke Kirche. In der Himmelszone darüber schwebt der Ordensgründer Benedikt auf einer Wolkenbank mit begleitenden Engeln und Heiligen unter dem Ottobeurer Kreuzreliquiar.
Mittlerer Teil

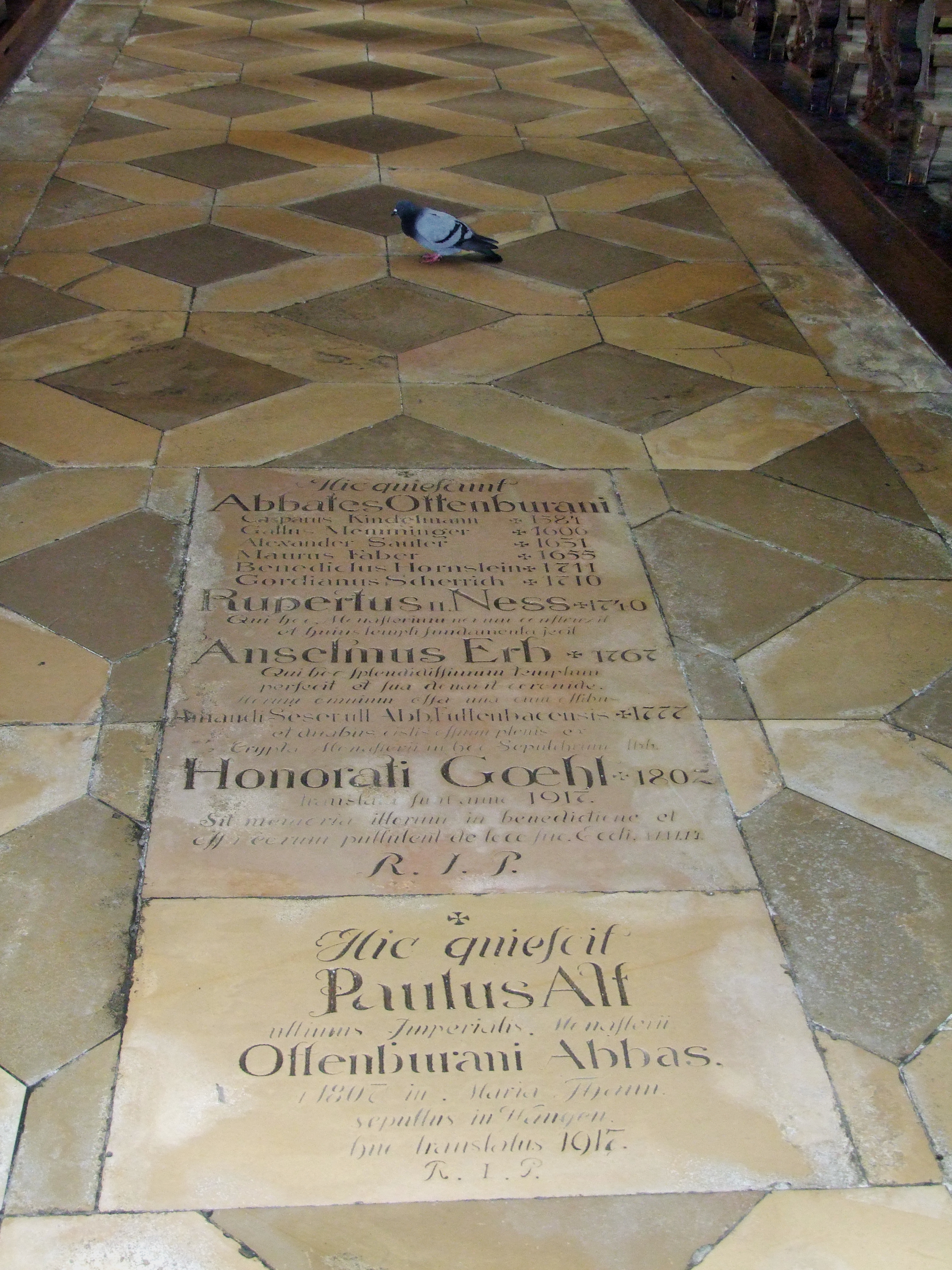
Die Gruftplatte der Äbte von Ottobeuren im nördlichen Teil des Hauptschiffes

- Im Fußboden des Mittelgangs ist die Gruftplatte mit den Namen von fast allen zwischen 1584 und 1807 verstorbenen Äbten eingelassen. Die Inschriften für die Bauherren der barocken Klosteranlage (1711–1731) und der Barockkirche (1737–1766) lauten:

Rupertus II: Ness † 1740

Qui hoc Monasterium novum construxit

et huius templi fundamenta iecit
und
Anselmus Erb † 1767

Qui hoc splendidissimum templum

perfecit et sua donavit coronide.
- Das Fresko (Johann Jakob Zeiller und Franz Anton Zeiller) in der Flachkuppel über dem Mittelschiff des Langhauses zeigt im Benediktinerhimmel den hl. Benedikt im Lichtstrahl der göttlichen Geist-Taube, umgeben von heiligen Benediktinerinnen und Benediktinern, die als Missionare, Theologen, Ordensreformer, Päpste und Bischöfe gewirkt haben oder als Märtyrer umgekommen sind.[8]

- Die Kanzel (westlich) mit der Verklärung Jesu zwischen Moses und Elias auf dem Schalldeckel und den Rokokoputten als Erdteilallegorien am Kanzelkorb und die gegenüberliegende Taufgruppe mit der Taufe Jesu im Jordan sind Arbeiten von Johann Michael Feichtmayr und Joseph Christian.

Südlicher Teil
Der südliche Teil des Mittelschiffs umfasst die Vierung mit dem Kreuzaltar, dessen romanisches Kruzifix (nach 1200) als Gnadenkreuz verehrt wird, und den vier Pfeileraltären, die dem Erzengel Michael, dem Schutzengel bzw. den Heiligen Joseph und Johannes dem Täufer geweiht sind. Bekrönender Abschluss in der Höhe ist die Vierungskuppel mit dem Fresko, das in den Pfingsthimmel schauen lässt (Südhälfte von Johann Jakob Zeiller; Nordhälfte von Franz Anton Zeiller). Dargestellt ist die Sendung des Heiligen Geistes, wie sie im NT in der Apostelgeschichte 1,14 und 2, 1-4 geschildert ist. Im Scheitel des Freskos der Heilige Geist als Taube, umgeben von sieben Engeln als Repräsentanten der sieben Geistesgaben, er kommt auf Maria und die zwölf Apostel herab, die erste Christengemeinde in Jerusalem, und auf die weltumfassende Kirche, die in Gestalten der damals bekannten Erdteile Afrika, Asien, Amerika und Europa allegorisch dargestellt ist. Vertreterin Europas ist „Kaiserin“ Maria Theresia - Ottobeuren war Reichsabtei. Ihr zu Füssen am Kuppelrand sind Gestalten mit Instrumenten zu erkennen, die auf die Künste hinweisen. Das Notenblatt steht für die Musik, zugleich könnte der auf ihm notierte Jodler als versteckter Hinweis auf die Künstler-Vettern Zeiller und deren Heimat Tirol verstanden werden. Das Vierungskuppelfresko wird von den Eckpfeilern und den sie flankierenden Säulen getragen. Die Evangelisten in den Gewölbezwickelbildern (Johann Jakob Zeiller und Franz Anton Zeiller) und die abendländischen Kirchenväter darunter in Stuckplastik (Johann Michael Feichtmayr) auf dem Gesims verweisen auf das Neue Testament und die Schrifttradition als den schriftlichen Quellen der römisch-katholischen Kirche.

#### Östliches Seitenschiff
Das östliche Seitenschiff wird im einstöckigen nördlichen Teil für zwei Kapellen, die Antonius- und Martinskapelle, genutzt. Altar und Deckenfresko (Johann Jakob Zeiller) nehmen Bezug auf das Leben des jeweiligen Heiligen, wie im Eselswunder des Antonius und bei der Mantelteilung Martins. Vom östlichen Querhaus unterbrochen, setzt sich das Seitenschiff nach der Vierung verdeckt zweistöckig fort, wobei das Erdgeschoss als Sakristei und das Oratorium im ersten Stock als Raum für die Heilig-Geist-Orgel dienen.

#### Westliches Seitenschiff
Dem östlichen Seitenschiff entsprechend wird auch das westliche Seitenschiff im nördlichen Teil für Kapellen mit Gewölbefresken (Johann Jakob Zeiller) genutzt. Im Deckenfresko der Nepomukkapelle gibt Johannes Nepomuk das Beichtgeheimnis nicht preis, obgleich König Wenzel IV. Druck ausübt. Im Deckenfresko der Nikolauskapelle rettet Nikolaus unschuldig zum Tod Verurteilte. Nach der Unterbrechung durch das Querschiff, die mit Scheinarchitekturen überspielt wird, läuft der südliche Teil des Seitenschiffs doppelstöckig weiter. Im unteren Teil führt ein öffentlicher Durchgang von der Kirche zum Klostergebäude, den ersten Stock nimmt die Dreifaltigkeitsorgel ein.

#### Östliches Querhaus
Im östlichen Querschiff steht das Glaubenszeugnis frühchristlicher Märtyrer, vor allem der Kirchenpatrone Alexander, Theodor und Sebastian im Mittelpunkt. Im Gewölbefresko wird die Verurteilung der hl. Felizitas und ihrer Söhne, ihres Sohnes Alexander und dessen sechs Brüder, durch den römischen Stadtpräfekten in der Zeit Kaiser Mark Aurels dargestellt (Franz Anton Zeiller). Der Prozess findet vor römischer Kulisse mit einer Götterstatue Jupiters statt, ein Hinweis auf den Vorwurf der Kultverweigerung der christlichen Familie gegenüber den antiken Göttern Roms. Das Altarblatt des in der Ostrundung des Querarms stehenden Altars, der den Kirchenpatronen Alexander und Theodor sowie Sebastian geweiht ist, zeigt die Enthauptung des jungen Alexander, seitlich die Götterstatue des Apollo (Johann Jakob Zeiller). In der zentralen Nische unterhalb des Altarbilds wurde das Wallfahrtsbild „Unsere Liebe Frau von Eldern“ aufgestellt, die kleine Terrakottastatue einer sitzenden Madonna mit Kind; diese wurde einst im 1803 aufgehobenen Kloster Eldern verehrt und fand 1841 nach der Wiedererrichtung des Klosters Ottobeuren in der Klosterkirche ihren Platz. Sie ist auch heute noch Ziel einer Wallfahrt. Nach dem Gnadenbild wird das östliche Querhaus auch als Eldern-Kapelle und der Altar auch als Eldern-Altar bezeichnet.

#### Westliches Querhaus
Im westlichen Querschiff wird die Kraft des Gebets thematisiert.
- Der in der Westrundung stehende Marienaltar bzw. Rosenkranzaltar zeigt einen vor einem Kreuz betenden Papst, zu seinen Füßen die abgelegten Insignien, im Hintergrund schemenhaft Schiffe. In der Himmelsszene befindet sich vor Jesus mit Kreuz und Gott Vater Maria als Fürbitterin. Gerahmt wird der Altar von den Stuckfiguren der heiligen Dominikus und Katharina von Siena. Es ist die Seeschlacht von Lepanto zwischen der Heiligen Liga unter Papst Pius V. und den Osmanen, das historische Ereignis im Jahr 1571, auf das das Bild verweist. Der Sieg der Heiligen Liga in dieser Schlacht veranlasste den Papst, als Dank das Rosenkranzfest einzuführen.

- Im Deckenfresko findet in der irdischen Zone eine Marienwallfahrt von Mönchen und einfachem Volk statt. Auf den unteren Stufen der „Gnadentreppe“ sind Würdenträger versammelt, die als Papst Pius V. und König Philipp von Spanien identifiziert werden sowie vermutlich Don Juan de Austria, Halbbruder Philipps II. und Oberbefehlshaber der Heiligen Liga in der Lepantoschlacht, mit einem Banner. Sie bitten Gottvater und Sohn sowie Maria als Mittlerin um himmlischen Schutz.[10]

- Dem Thema Gebet lässt sich auch das Altarbild des südlichen Seitenaltars (Joseph Mages) des westlichen Querhauses zuordnen. Dargestellt ist die letzte Begegnung der Geschwister Scholastika und Benedikt vor Scholastikas Tod. Eine Passage aus den Dialogen Papst Gregors d. Gr. (Buch II, 33) liefert dazu die Vorlage. Als Benedikt die Bitte seiner Schwester, bei ihr die Nacht über noch zu bleiben, ablehnt, hindert ihn plötzlich ein Unwetter aus heiterem Himmel am Verlassen des Hauses. Beide sind überrascht, Scholastika jedoch ist sich gewiss, dass der sie begünstigende Wetterumschwung der Erhöhung ihrer Gebetsbitte zuzuschreiben ist[11]. Die Geschwister unterhalten sich bis zum folgenden Morgen. Drei Tage später stirbt Scholastika.

#### Chor
Der Chor- und Altarraum, auch Sanktuarium bezeichnet, wird vom hochaufragenden Hochaltar und den Gewölbefresken bestimmt, außerdem vom Chorgestühl für die Mönche und den Orgelprospekten.
- Im Engelsfresko der Chorkuppel erscheint die Dreifaltigkeit über den neun Engelchören, im Schoß Gottvaters Jesus, sendungsbereit als Kind, und die Heilig-Geist-Taube (Johann Jakob Zeiller).

- Der Hochaltar ist das Gemeinschaftswerk der Künstler Johann Michael Feichtmayr, Joseph Christian und Johann Jakob Zeiller. Thema ist die Trinität. Im Altarblatt ist die Dreifaltigkeit in Jesus in unmittelbarer Verbindung mit der von Engeln gehaltenen gläsernen Weltkugel, in der sich Adam und Eva stellvertretend für die erlösungsbedürftige Menschheit befinden, dargestellt. Der Altarauszug enthält im trinitarischen Dreieck, um den sich Gewölk mit Putten gruppiert, den hebräischen Gottesnamen Ich bin der ‚Ich bin da‘ (Exodus 3,14f).

- Die Stuckfiguren des Hochaltars, in ihrer weißen Fassung von der Farbigkeit des Altars deutlich abgehoben, sind die Heiligen Petrus und Paulus und die Diözesanpatrone St. Ulrich und St. Konrad (Joseph Christian).

- Auch im Hochaltardeckenfresko (Johann Jakob Zeiller), das mit dem geöffneten Buch mit den sieben Siegeln auf das Ende der Zeiten hinweist, ist die Dreifaltigkeit, das Lamm, die Symbolgestalt des Gottessohns, Gott Vater und zeichenhaft der Heiligen Geist zentral (Offenbarung 4 ff.).

- Die Emporenfresken in den Oratorien über der Dreifaltigkeits- und Heilig-Geist-Orgel westlich und östlich stellen die Verkündigung an Maria, Jesu Geburt, Auferstehung und Himmelfahrt dar.

- An den Seiten des Chorraums gruppieren sich das reich geschnitzte und eingelegte Chorgestühl, der Abtssitz sowie die Prospekte der Chororgeln. Das Werk, das der Kunstschreiner Martin Hermann aus Villingen[12] und der Bildhauer Joseph Christian erstellt haben, gilt als „einzigartig durch seine Verbindung mit den Chororgeln, durch die Feinheit seiner Reliefs“.[13] Die geschnitzten, matt vergoldeten Relieftafeln stellen Stationen der Vita großer alttestamentarischer Gestalten Gottesbegegnungen im Leben des Heiligen Benedikts gegenüber.

Trinität im Chor

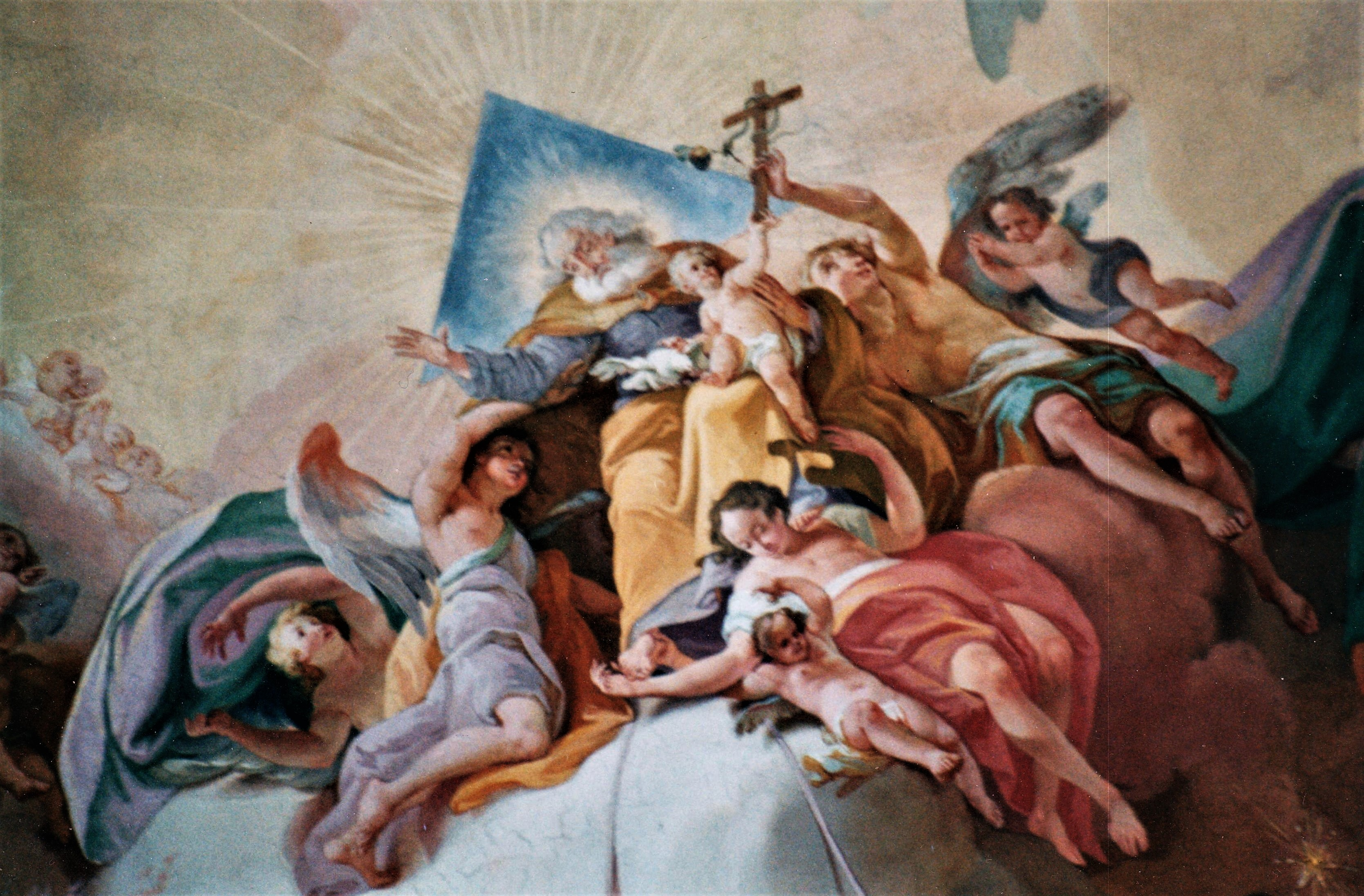
Im Engelhimmel
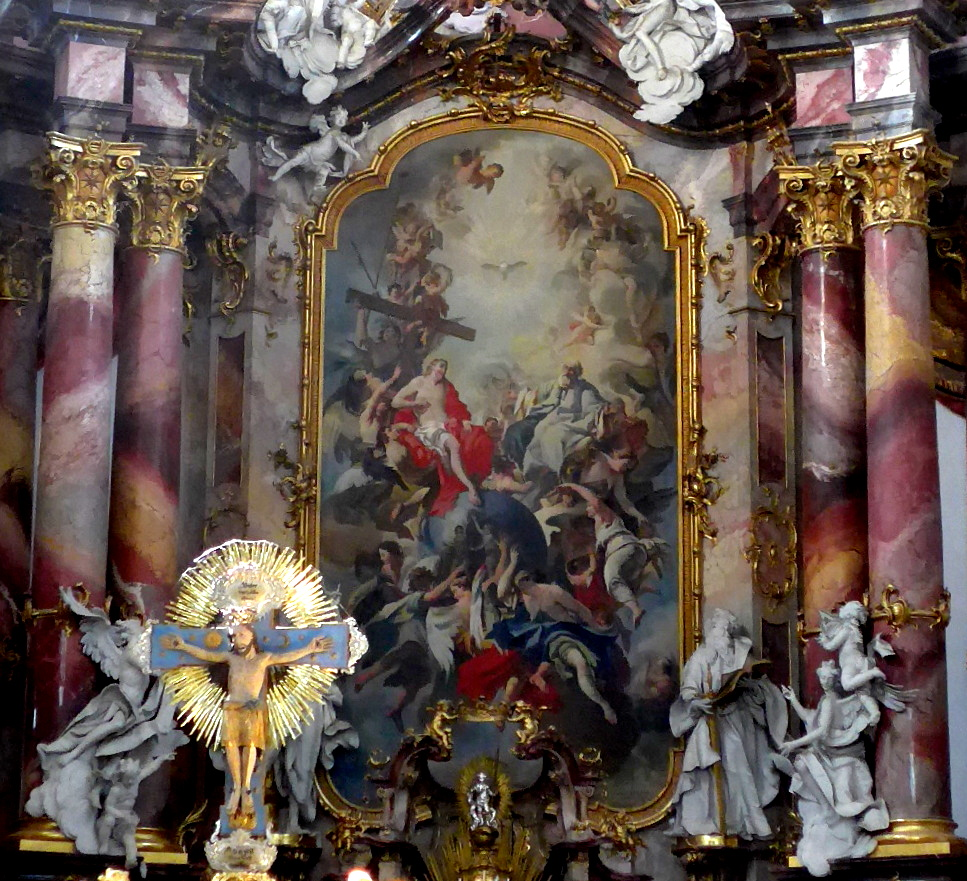
Hochaltar
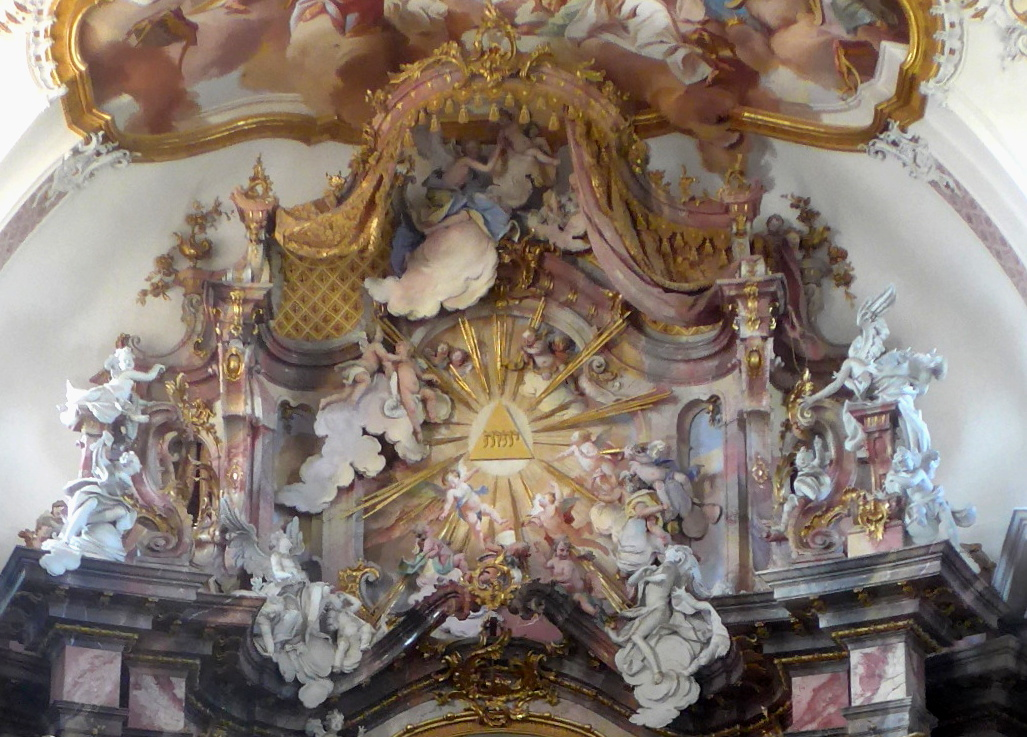
Hochaltar (Auszug)
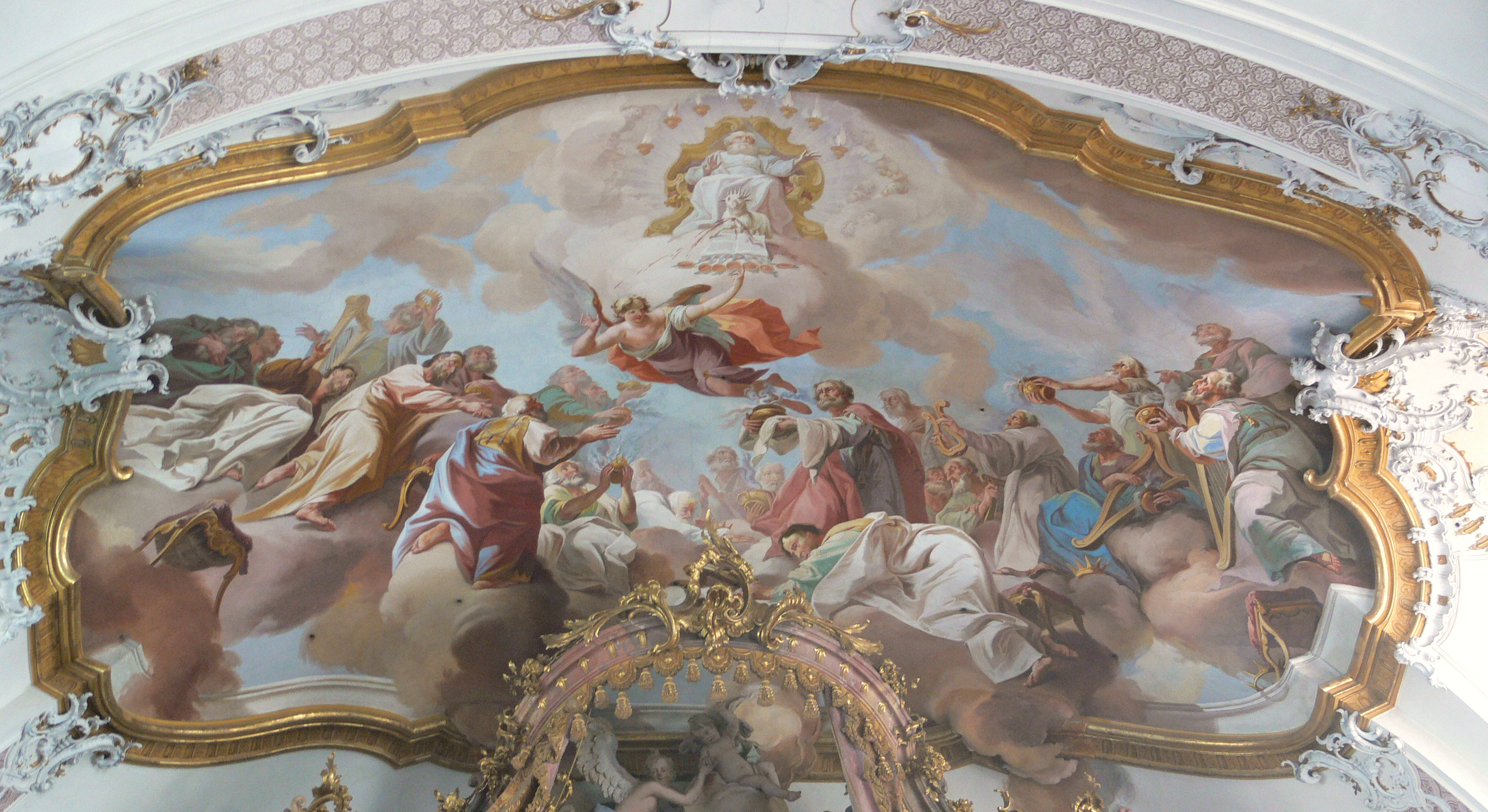
Hochaltardeckenfresko

Jesu Leben im Chor

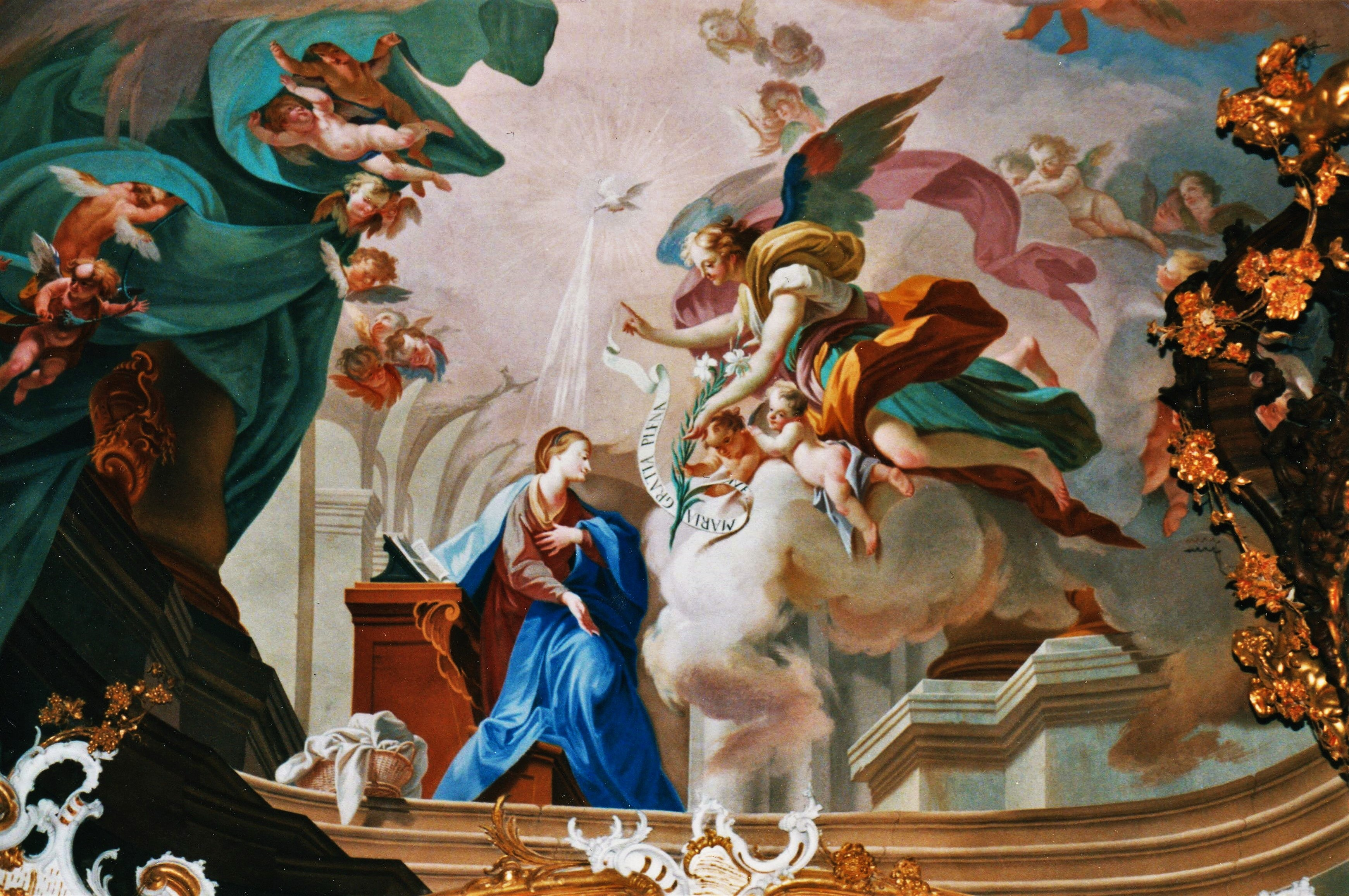
Verkündigung an Maria (Johann Jakob Zeiller)
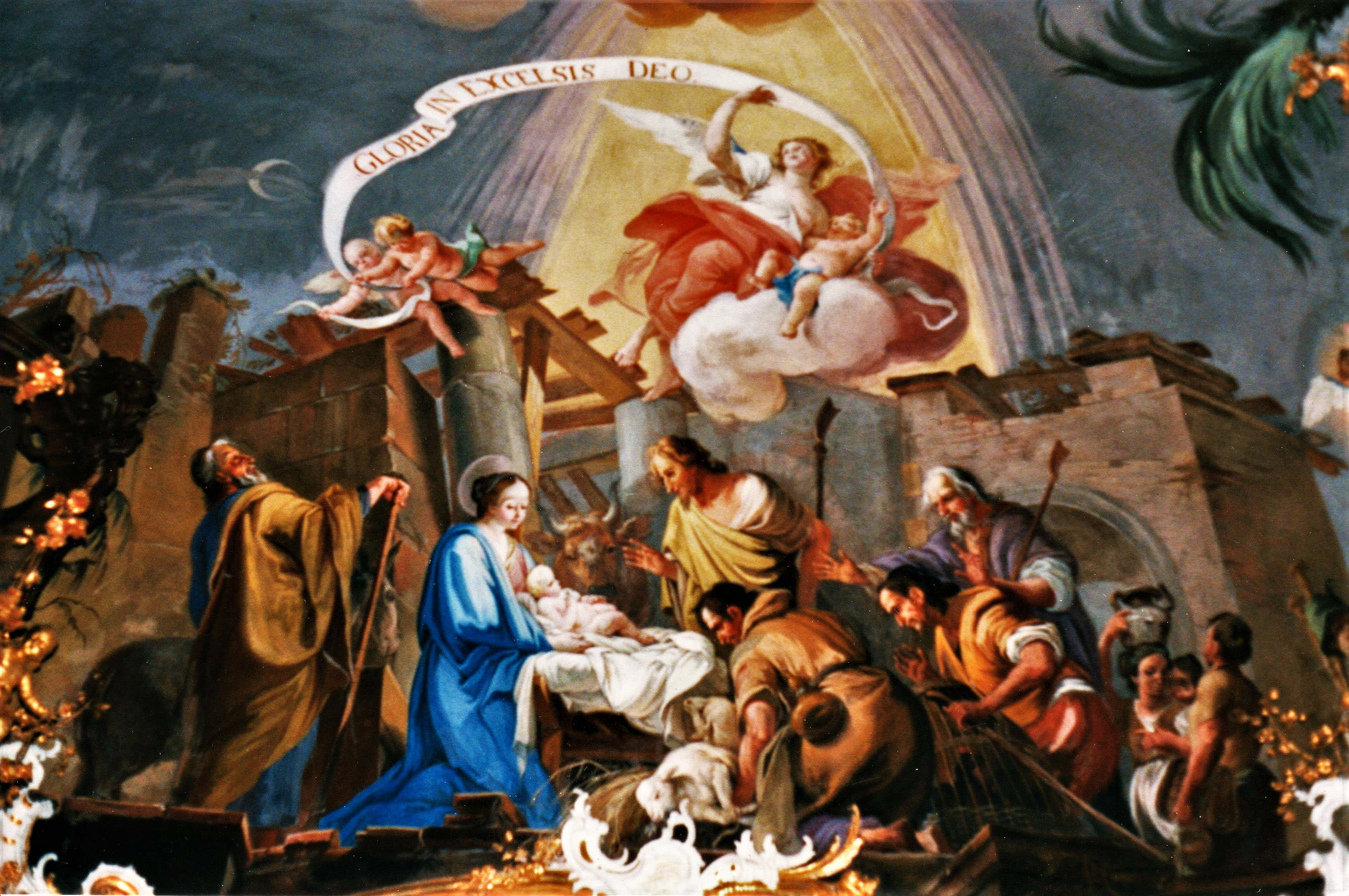
Geburt Jesu (Franz Anton Zeiller)
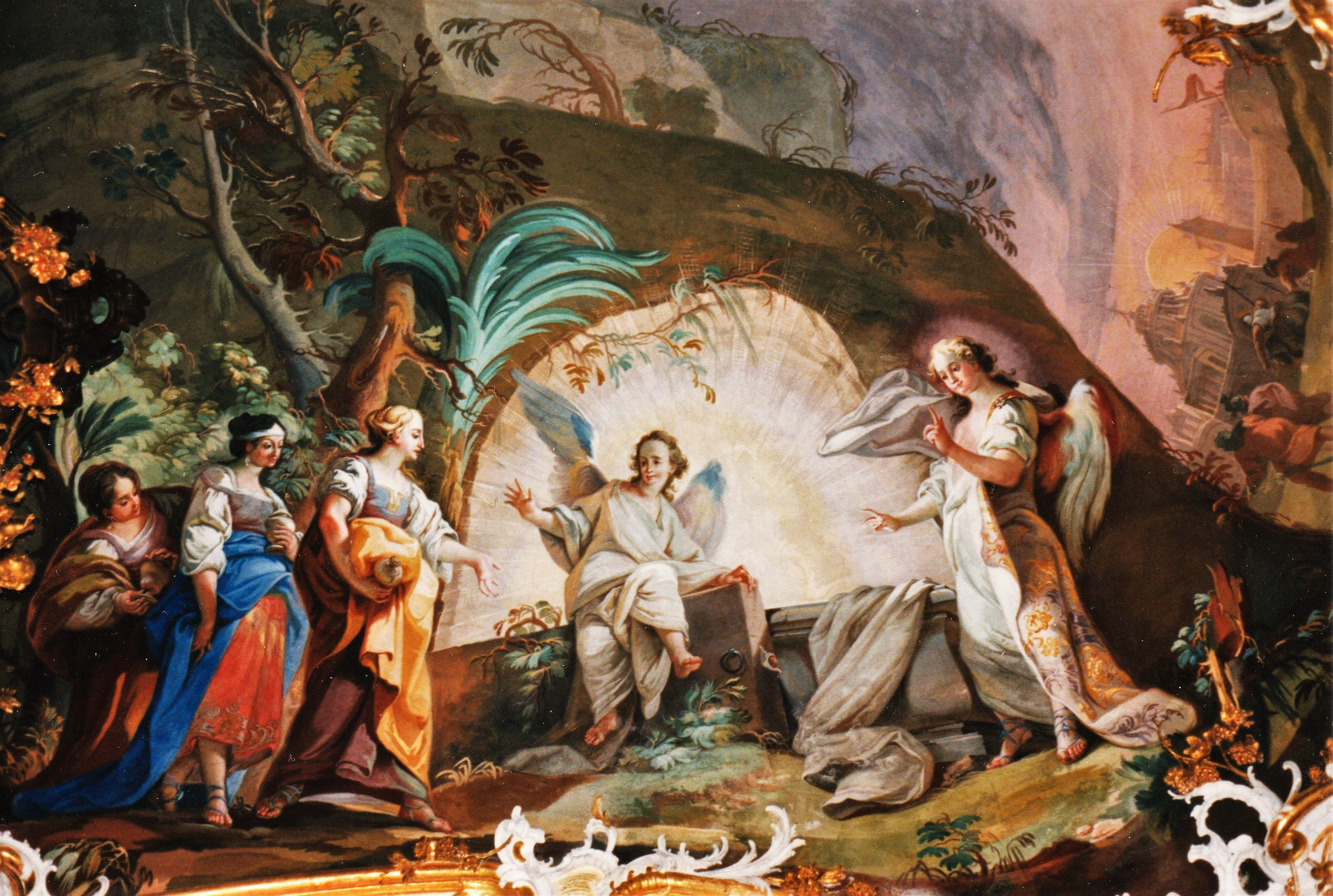
Auferstehung Jesu (Franz Anton Zeiller)
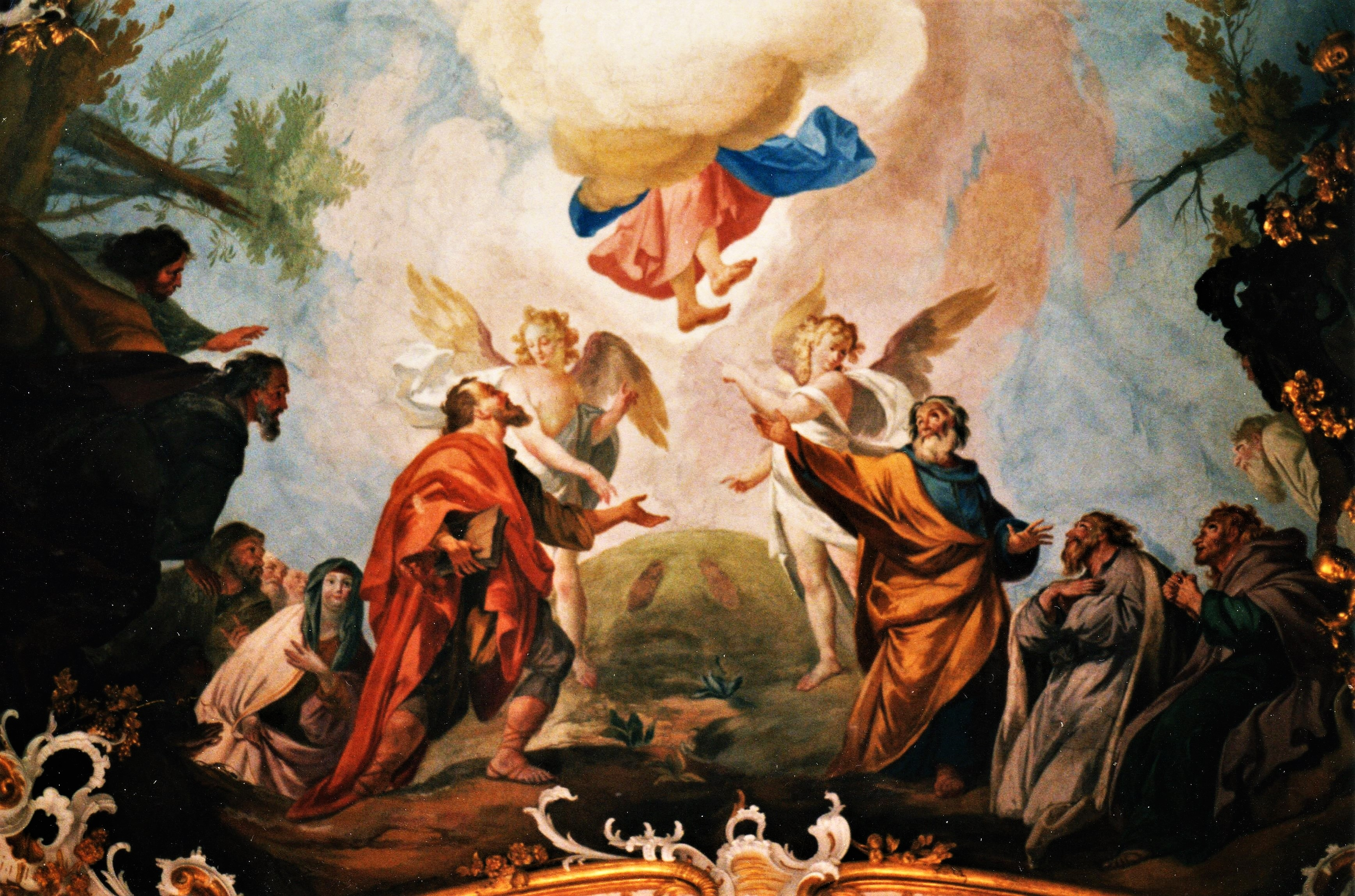
Himmelfahrt Jesu (Johann Jakob Zeiller)

Chorgestühl (Reliefauswahl)

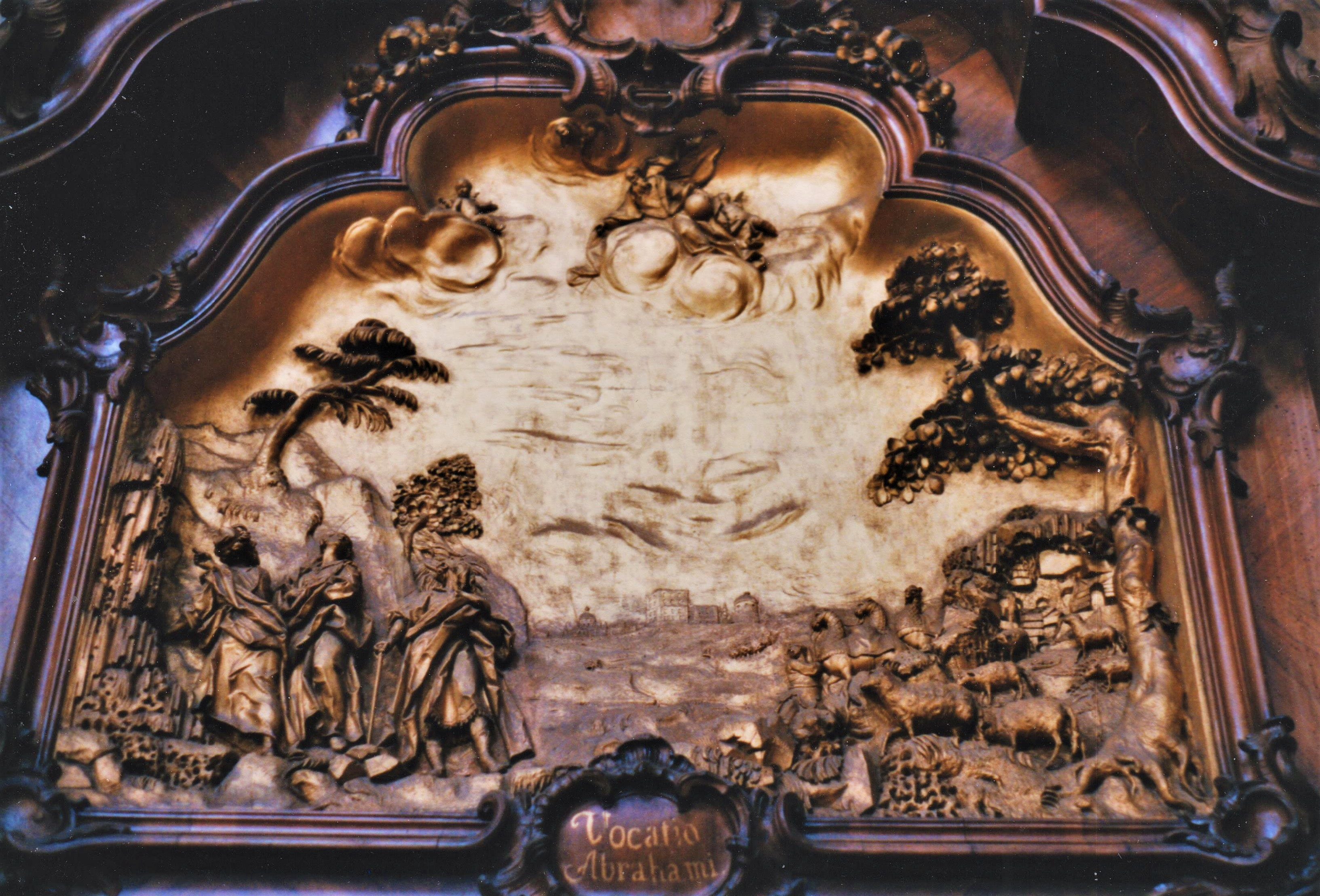
Abrahams Berufung (östlich)
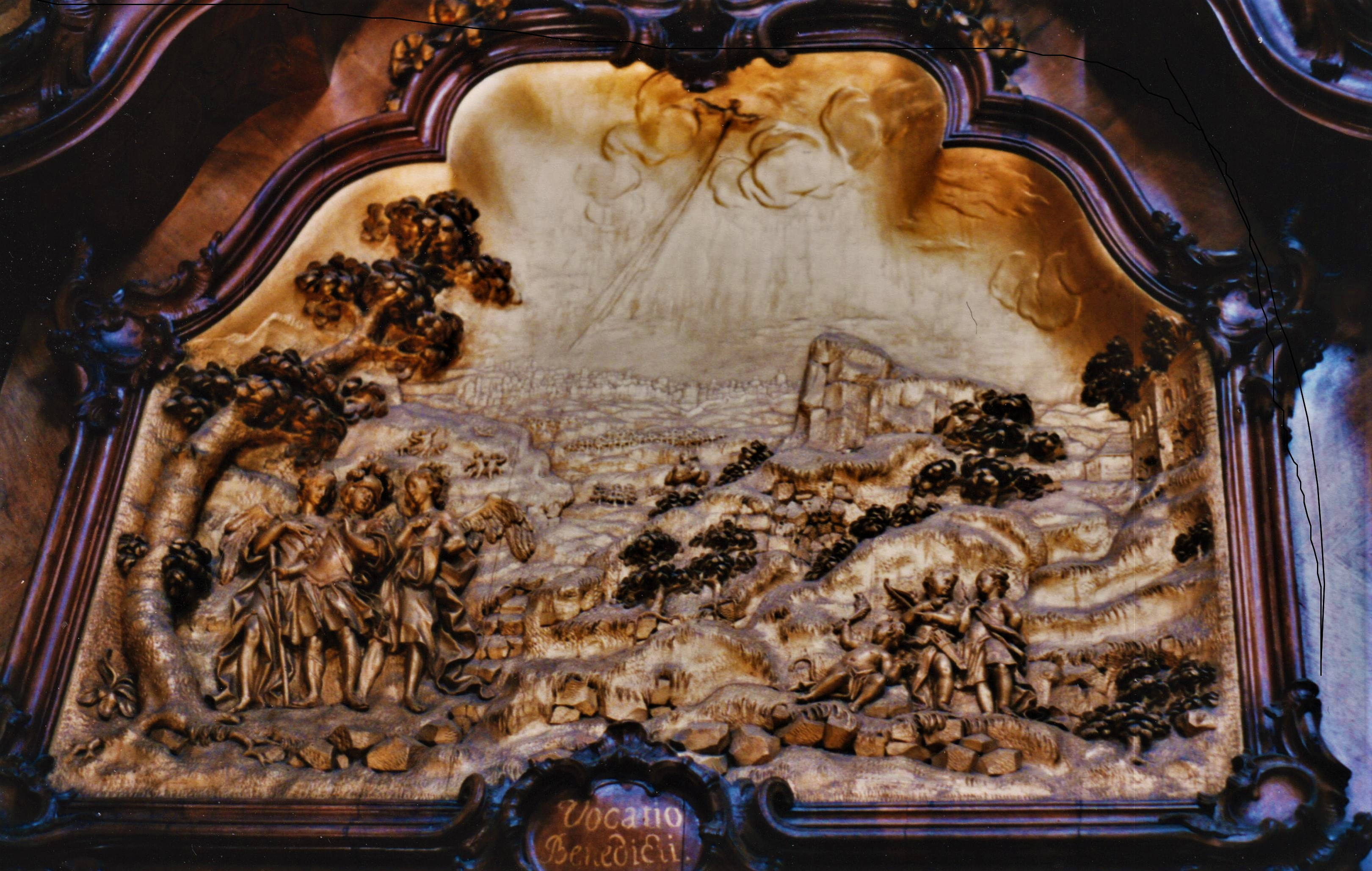
Berufung Benedikts (westlich)
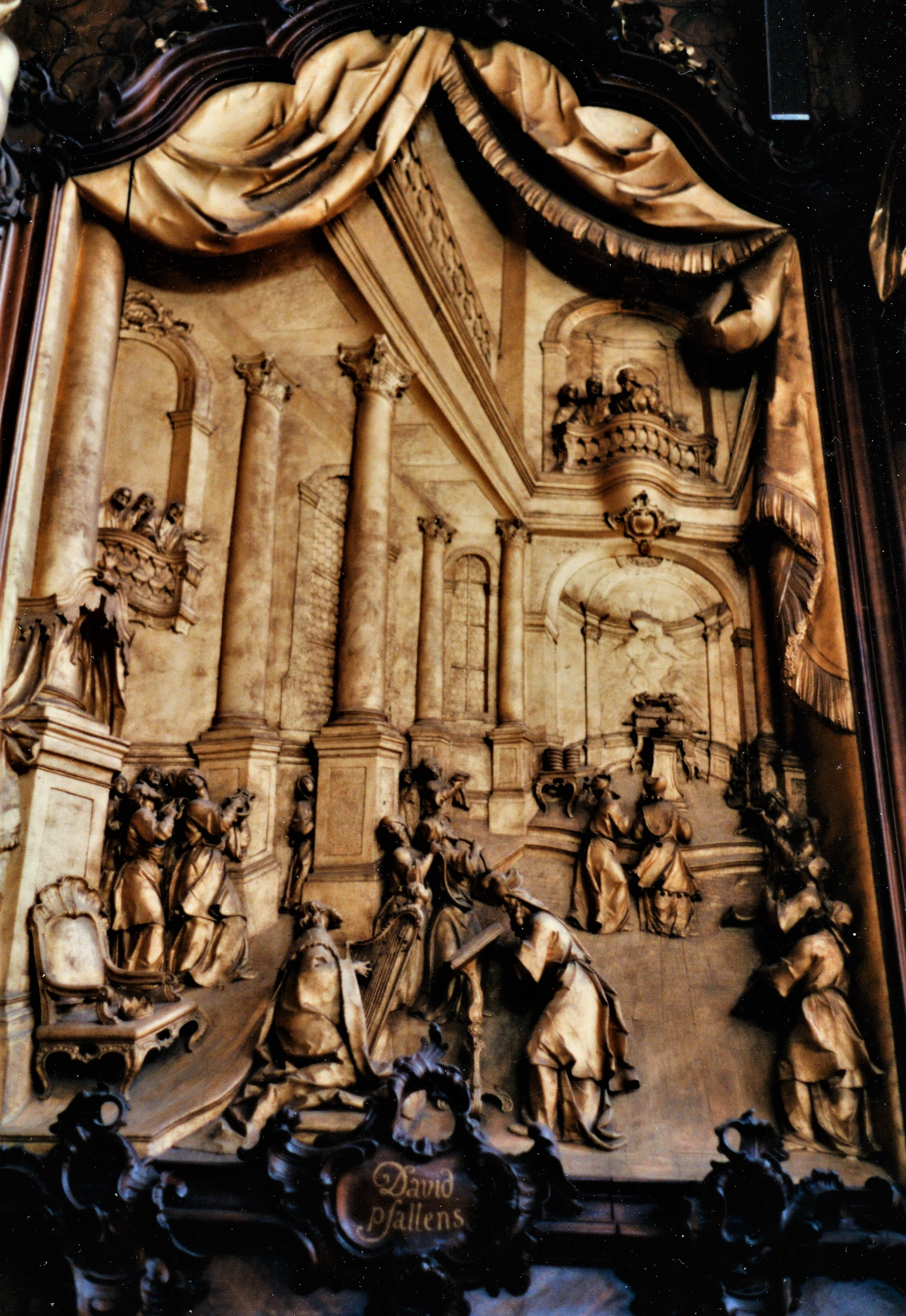
David singt Psalmen (östlich)
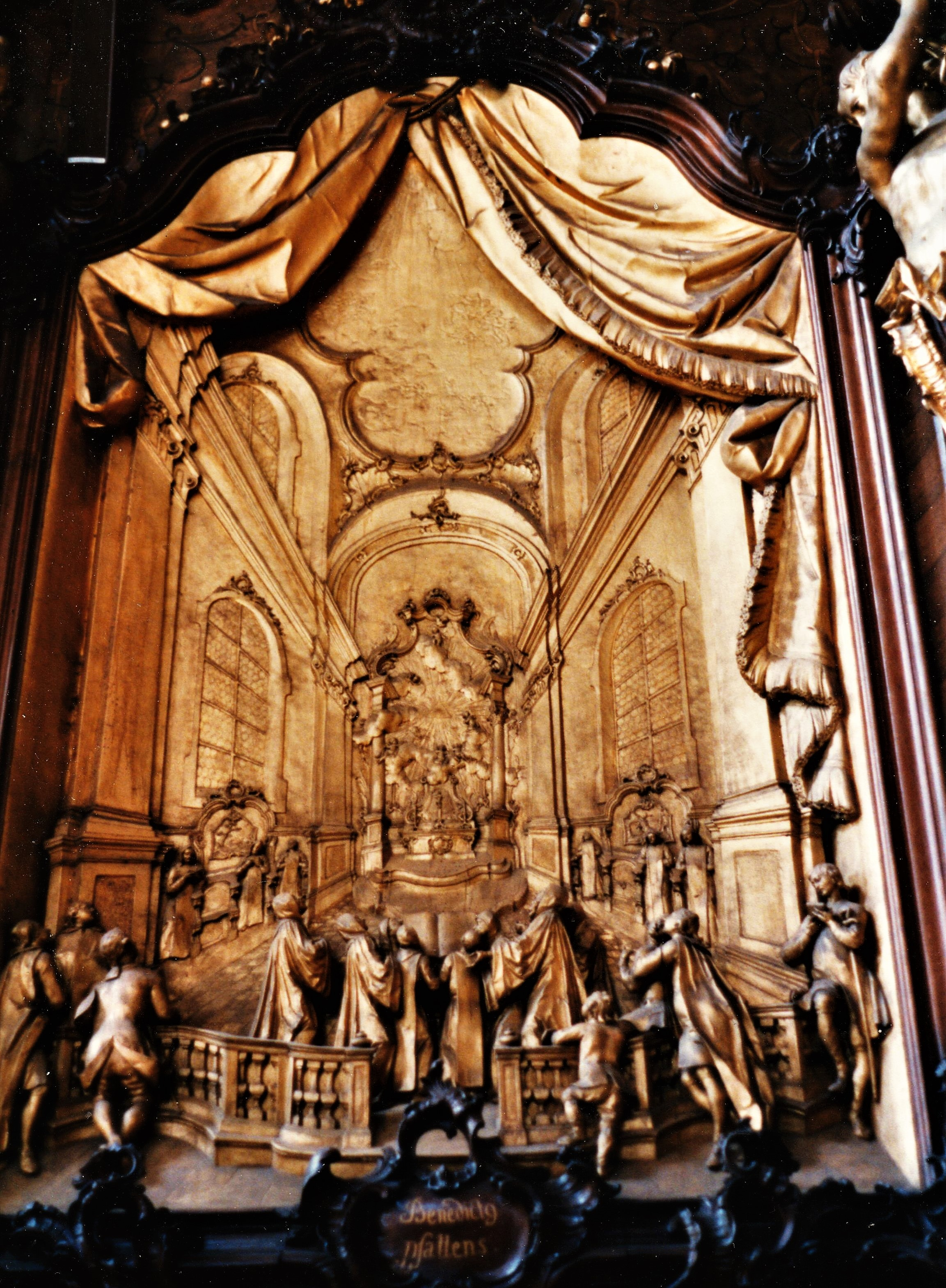
Benedikt singt Psalmen (westlich)

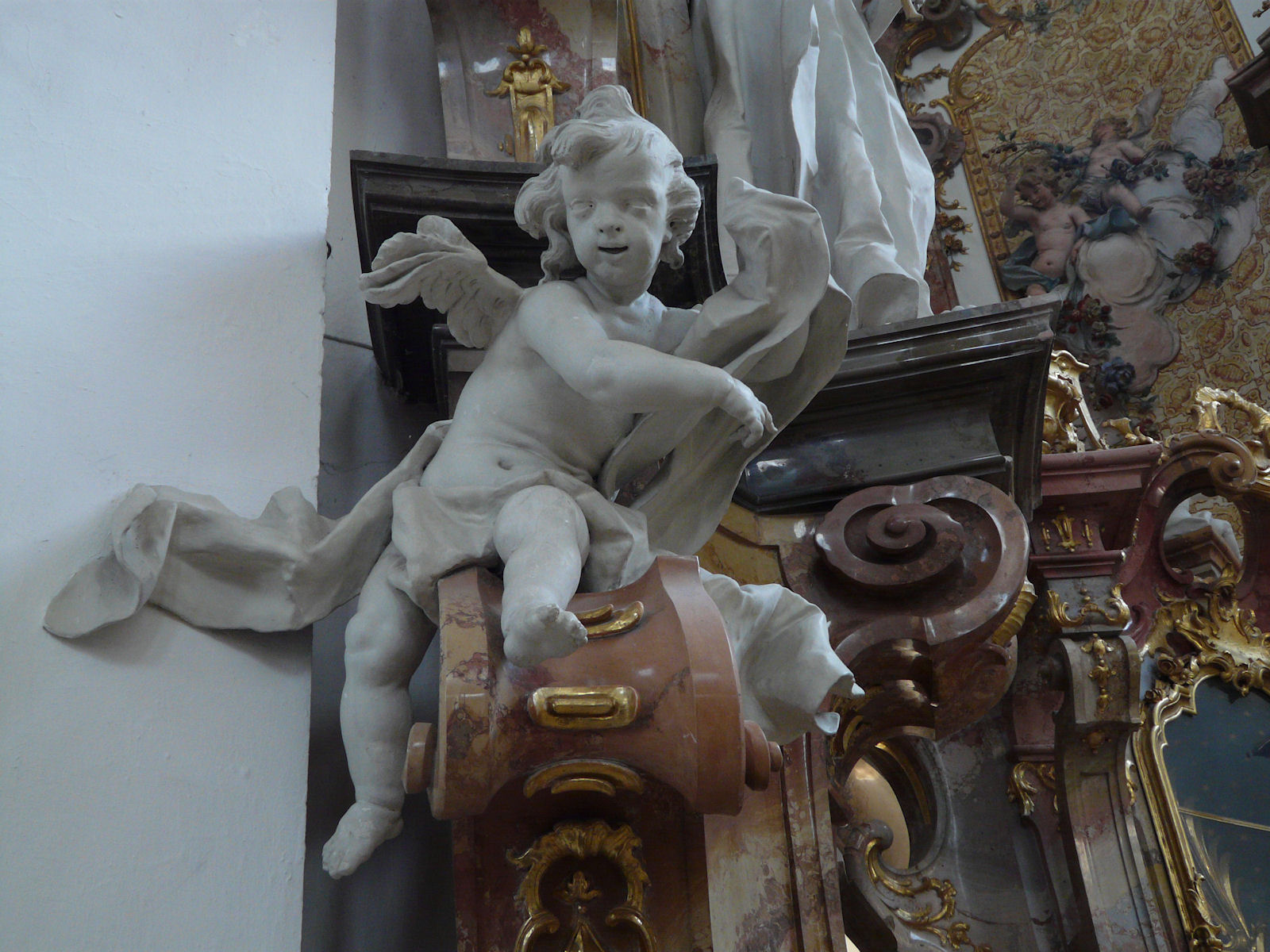
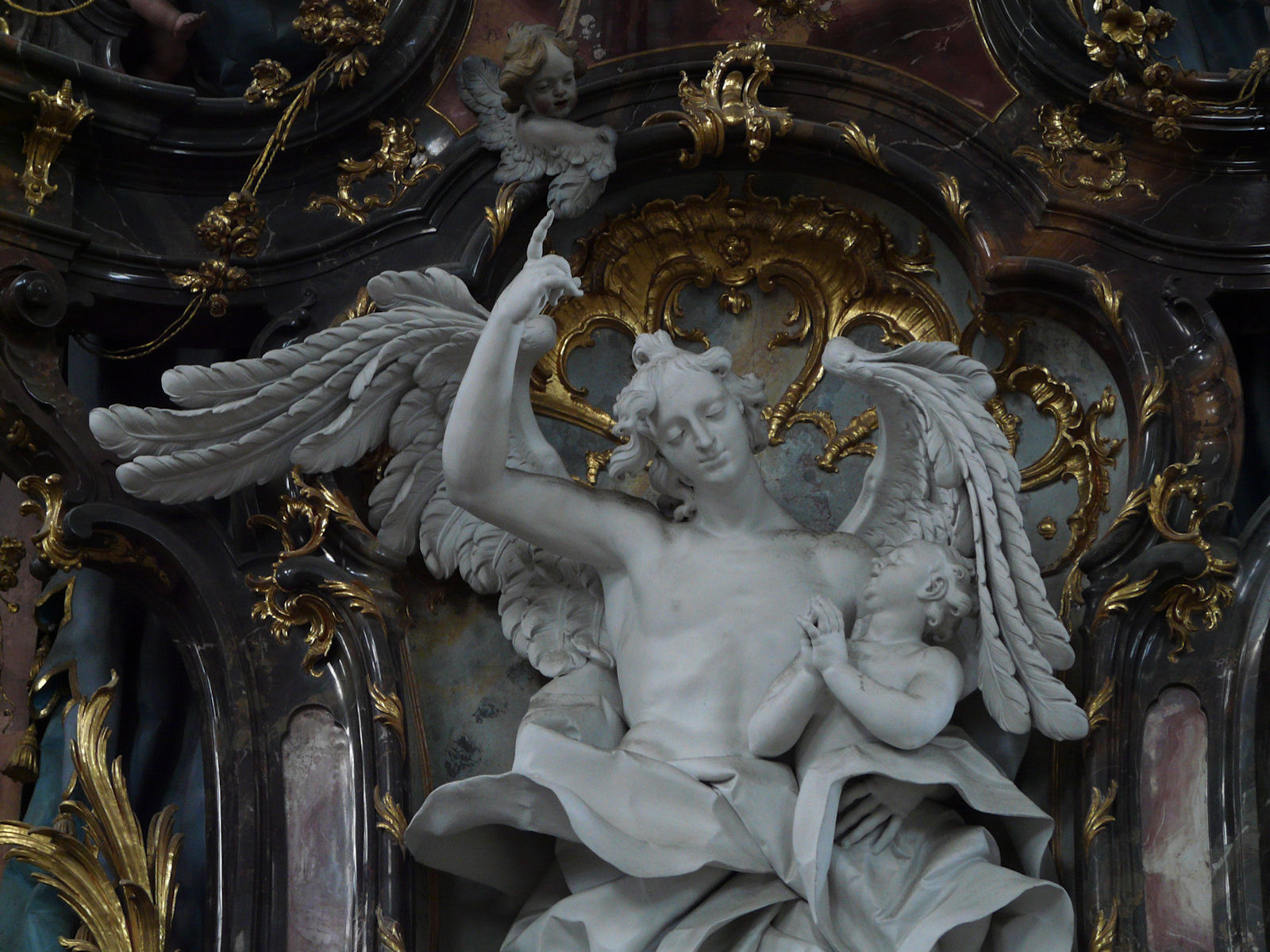
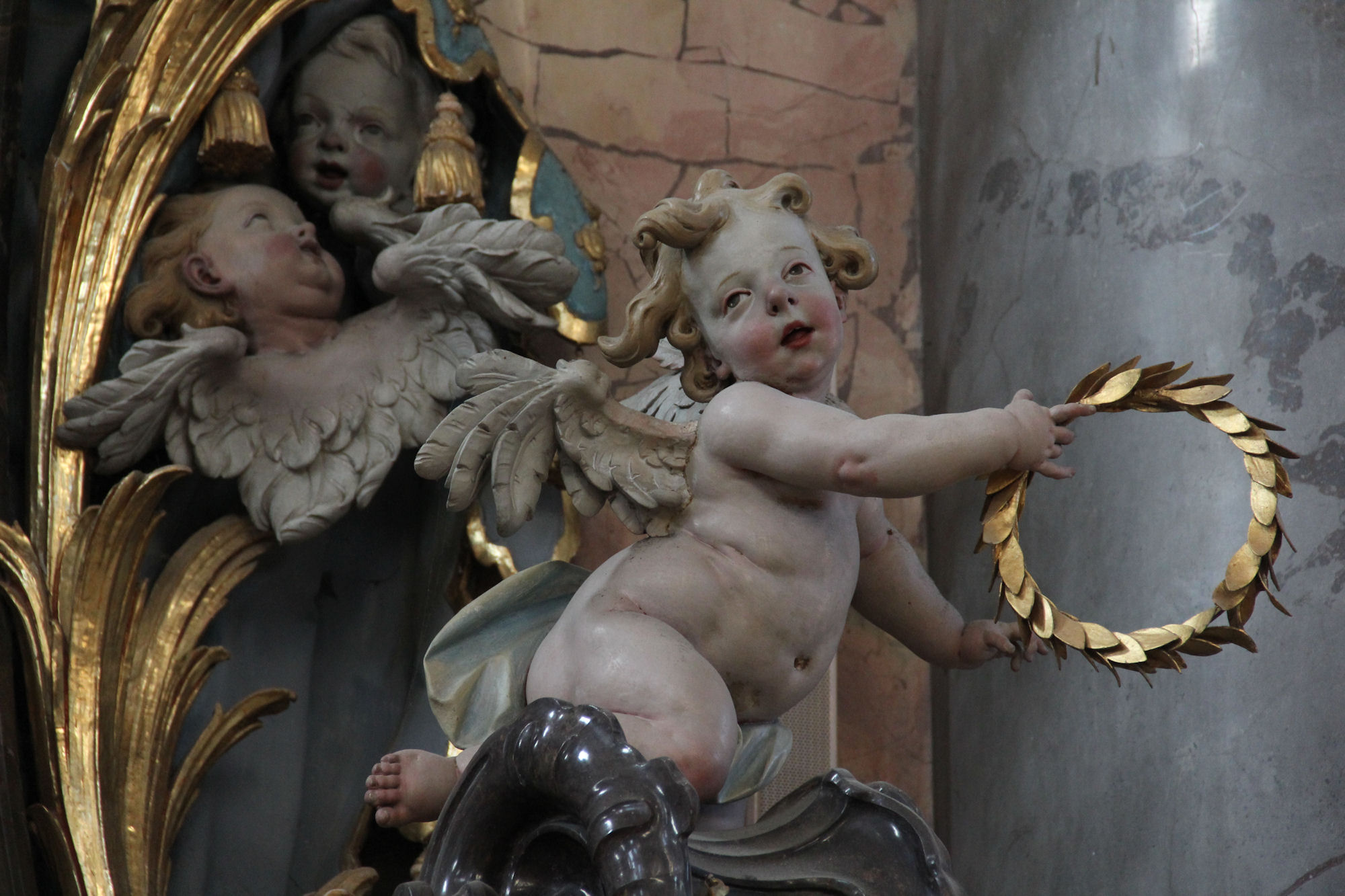
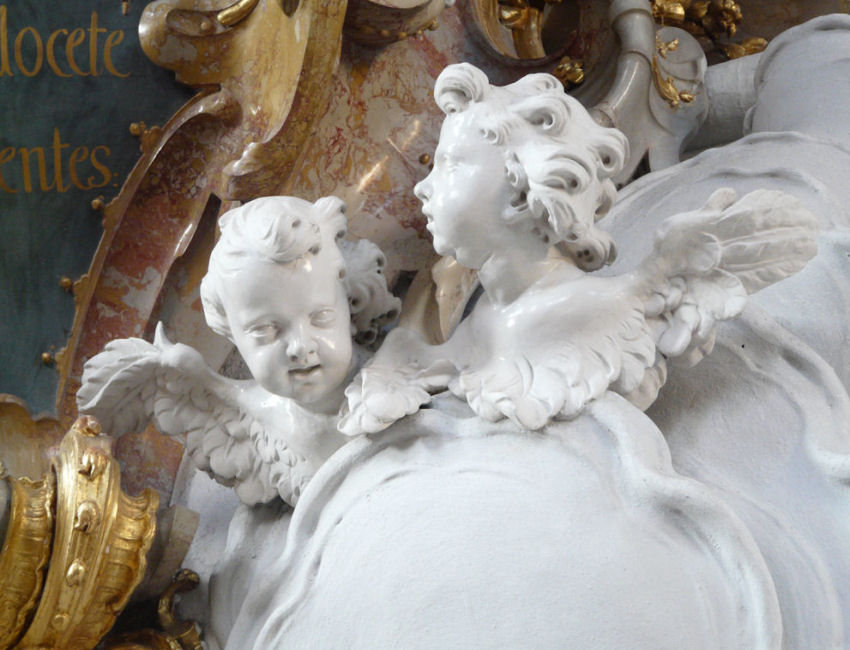

Engelskulpturen

## Orgeln
Die Klosterkirche verfügt über insgesamt drei Orgeln. Die zwei Chororgeln, die Heilig-Geist-Orgel und die Dreifaltigkeitsorgel, stammen aus dem Jahr 1766 und sind beinahe vollständig original erhalten. Eine Hauptorgel auf der Nordempore war bereits in der Barockzeit geplant, wurde aber erst 1955 bis 1957 durch eine Stiftung des „Kulturkreises im Bundesverband der Deutschen Industrie“ als „Marienorgel“ verwirklicht.

### Chororgeln
Die Dreifaltigkeits- und die Heilig-Geist-Orgel wurden zur Einweihung der Kirche durch den aus Ottobeuren stammenden und in Dijon (Frankreich) sehr erfolgreich gewordenen Orgelbauer Karl Joseph Riepp erbaut und 1766 fertiggestellt. Sie sind links und rechts als Chororgeln auf den Emporen über dem Chorgestühl in beeindruckender, teils hängender Konstruktion eingebaut.
Die Orgeln Riepps sind stark durch seine jahrzehntelange Wirkungszeit in Frankreich geprägt und weitgehend nach französischen Bauprinzipien konstruiert.
Die kleinere Heilig-Geist-Orgel verfügt über 27 Register auf zwei Manualen und Pedal, während die Dreifaltigkeits-Orgel 49 Register auf vier Manualen und Pedal besitzt. Die letztere ist nach den Prinzipien des klassischen französischen Orgelbaus disponiert und intoniert, so dass sich Orgelliteratur des französischen Barock ideal darstellen lässt. Beide Orgeln wurden zu Beginn des 20. Jahrhunderts durch die Orgelbaufirma Steinmeyer in für damalige Verhältnisse ungewöhnlich pietätvoller Weise restauriert (Dreifaltigkeitsorgel 1914, Heilig-Geist-Orgel 1922) und sind dadurch bis auf den heutigen Tag in fast originalem Zustand erhalten.
Heilig-Geist-Orgel
| I Positiv |                    |    |
| 1.        | Copel              | 8′ |
| 2.        | Flauta             | 8′ |
| 3.        | Prestant           | 4′ |
| 4.        | Flet               | 4′ |
| 5.        | Quint              | 3′ |
| 6.        | Doublet            | 2′ |
| 7.        | Cornet III (ab g0) |    |
| 8.        | Mixtur IV          |    |
| 9.        | Schalmej           | 8′ |

| II Hauptwerk |            |     |
| 10.          | Copel      | 16′ |
| 11.          | Princip    | 8′  |
| 12.          | Copel      | 8′  |
| 13.          | Flauta     | 8′  |
| 14.          | Gamba      | 8′  |
| 15.          | Salicet    | 8′  |
| 16.          | Octav      | 4′  |
| 17.          | Flet       | 4′  |
| 18.          | Doublet    | 2′  |
| 19.          | Mixtur IV  |     |
| 20.          | Cimbal III |     |
| 21.          | Cromorn    | 8′  |

| Pedal |         |     |
| 22.   | Princip | 16′ |
| 23.   | Copel   | 16′ |
| 24.   | Flauta  | 8′  |
| 25.   | Flet    | 4′  |
| 26.   | Quint   | 3′  |
| 27.   | Fagot   | 8′  |

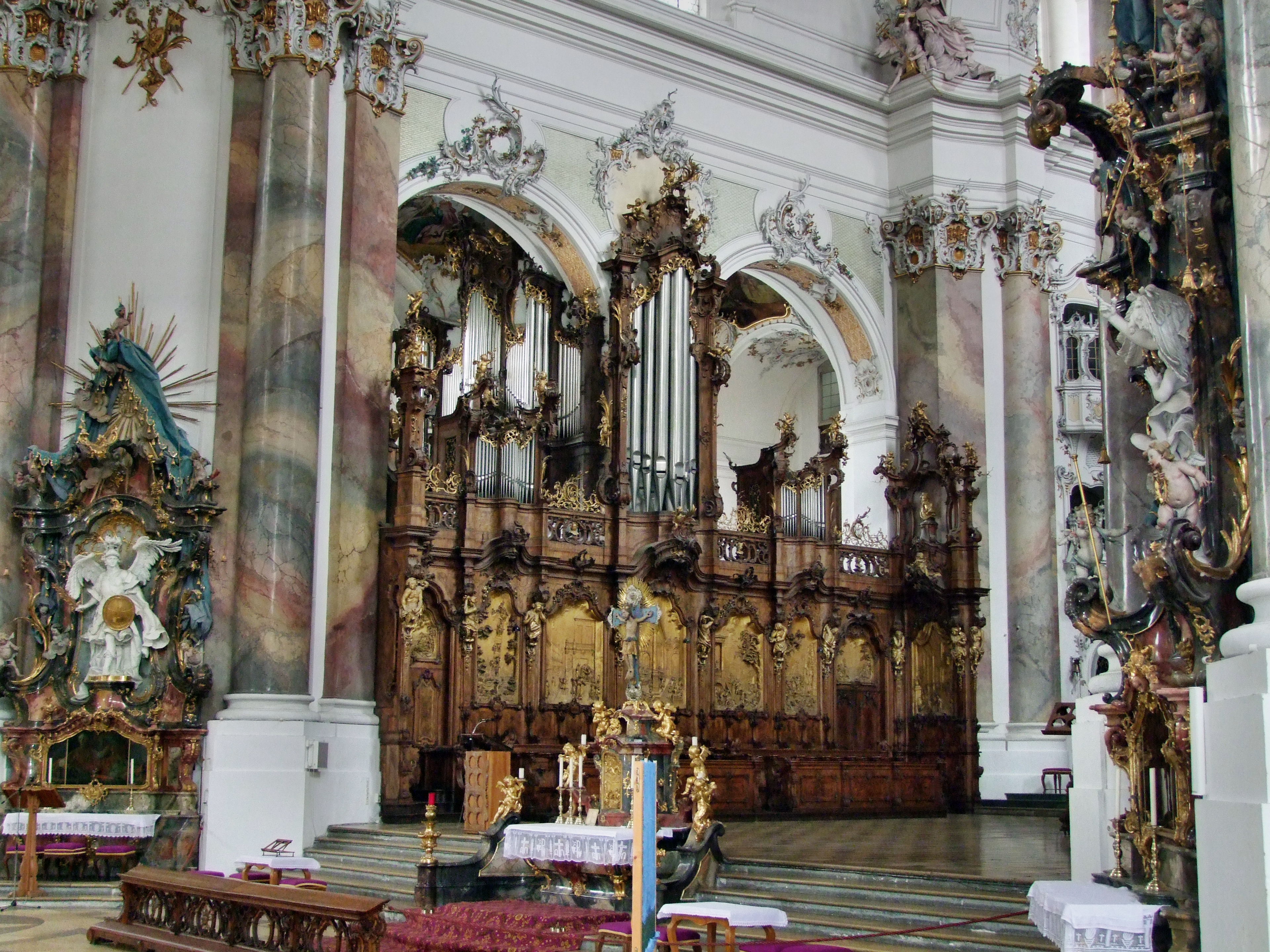
Blick auf die Heilig-Geist-Orgel

- mechanische Schleifladen für die Manuale, Registerkanzellenlade für das Pedal

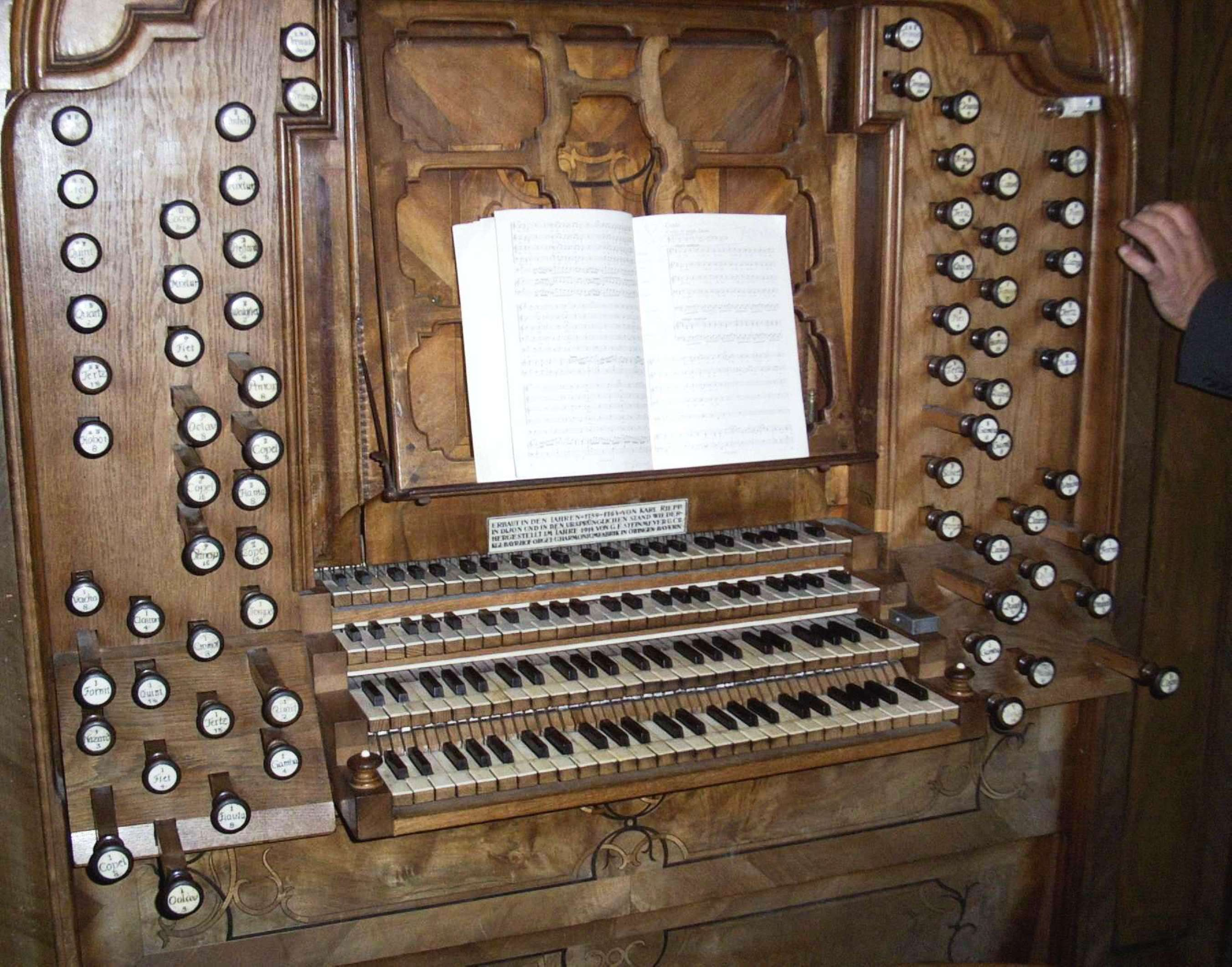
Spieltisch der Dreifaltigkeitsorgel

Dreifaltigkeitsorgel
| I Positif C–d3 |             |       |       |
| 1.             | Princip     | 16′   | (D)   |
| 2.             | Flauta      | 8′    | (B/D) |
| 3.             | Copel       | 8′    | (B/D) |
| 4.             | Octav       | 4′    |       |
| 5.             | Flet        | 4′    |       |
| 6.             | Gamba       | 4′    | (B/D) |
| 7.             | Nazard      | 3′    | (B/D) |
| 8.             | Quart       | 2′    | (B/D) |
| 9.             | Tertz       | 1 ⁄2′ | (B/D) |
| 10.            | Quint       | 1 ⁄2′ | (B/D) |
| 11.            | Fornit V-VI | 1′    | (B/D) |
| 12.            | Trompet     | 8′    | (B/D) |
| 13.            | Cromor      | 8′    | (B/D) |
| 14.            | Voxho       | 8′    | (B/D) |
| 15.            | Clairon     | 4′    | (B/D) |

| II Grand orgue C–d3 |                  |       |
| 16.                 | Copel            | 16′   |
| 17.                 | Princip          | 8′    |
| 18.                 | Copel            | 8′    |
| 19.                 | Flauta           | 8′    |
| 20.                 | Gamba            | 8′    |
| 21.                 | Salicet          | 8′    |
| 22.                 | Prestant         | 4′    |
| 23.                 | Flet             | 4′    |
| 24.                 | Tertz            | 3′    |
| 25.                 | Quint            | 3′    |
| 26.                 | Waltflet         | 2′    |
| 27.                 | Tertz            | 1 ⁄2′ |
| 28.                 | Cornet V (ab g0) |       |
| 29.                 | Mixtur IV        | 3′    |
| 30.                 | Cimbal IV-VI     | 1′    |
| 31.                 | Trompet          | 8′    |
| 32.                 | Clairon          | 4′    |

| III Recit C–d3 |                       |    |
| 33.            | Cornet Resi V (ab g0) | 8′ |

| IV Echo C–d3 |           |            |       |
| 34.          | Copel     | 8′         | (B/D) |
| 35.          | Flet      | 4′         | (B/D) |
| 36.          | Quint     | 3′         | (B)   |
| 37.          | Quart     | 2´         | (B)   |
| 38.          | Larigo II | 3′ + 2´    | (D)   |
| 39.          | Tertz     | 1 ⁄2′      | (B)   |
| 40.          | Tertz II  | 1 ⁄2′ + 1′ | (D)   |
| 41.          | Hoboi     | 8′         | (B/D) |

| Pedal C–d1 |            |     |
| 42.        | Princip    | 16′ |
| 43.        | Copel      | 16′ |
| 44.        | Octav      | 8′  |
| 45.        | Gamb       | 8′  |
| 46.        | Quint      | 6′  |
| 47.        | Flet       | 4′  |
| 48.        | Mixtur III | 3′  |
| 49.        | Bomba      | 16′ |
| 50.        | Trompet    | 8′  |
| 51.        | Trompet    | 4′  |

- mechanische Schleifladen

### Marienorgel

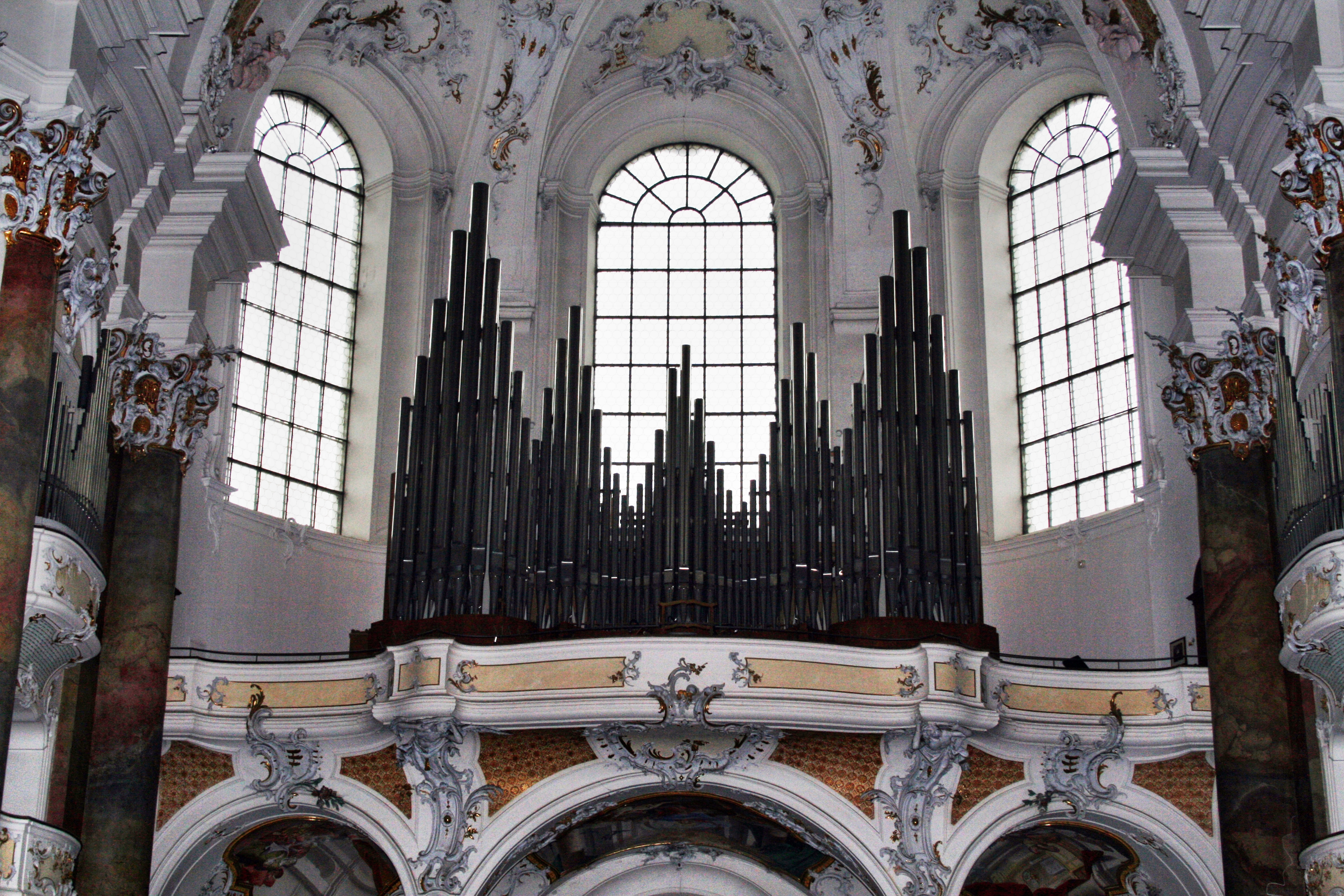
Blick auf die Marienorgel

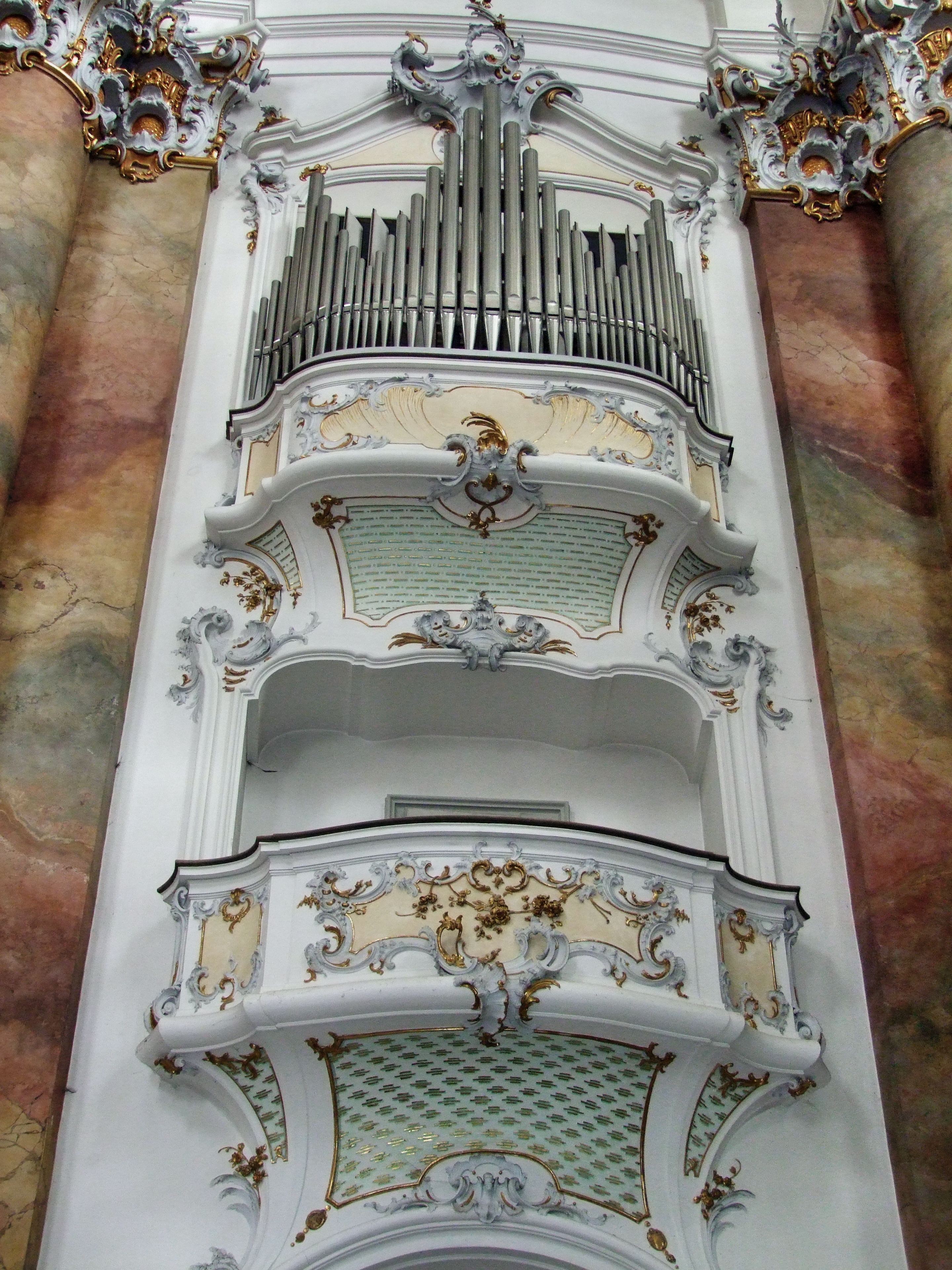
Eine der Balkonorgeln

Zu einer monumentalen Hauptorgel auf der Nordempore, zu der Riepp bereits detaillierte Pläne ausgearbeitet hatte, kam es in der Barockzeit aus finanziellen Gründen nicht mehr. Nach dem Zweiten Weltkrieg nahm sich der Kulturkreis im Bundesverband der Deutschen Industrie als eines seiner ersten Projekte die Schließung dieser Lücke vor und stiftete den Bau des Instruments. Die Disposition Riepps war Grundlage der Planungen unter beratender Mitwirkung von Arthur Piechler und Albert Schweitzer. Die so genannte „Marienorgel“ wurde 1955 bis 1957 durch die renommierte Firma G. F. Steinmeyer mit 82 Registern auf fünf Manualen und Pedal in für damalige Verhältnisse äußerst gediegener Weise erbaut und nach Jahrzehnten intensiven Gebrauchs 2002 durch die Orgelbaufirma Klais saniert und erweitert. Dabei erhielt sie einen neuen Spieltisch, der die drei mittigen Werke (Manuale I-III) mechanisch und die beiden Schwellwerke (Manuale IV-V) elektrisch anspielt. Ursprünglich gab es einen mechanischen Spielschrank für die Manuale I bis III und einen fünfmanualigen elektrischen und beweglichen Generalspieltisch für die gesamte Orgel, die nach Einbau des neuen Spieltischs nun im Orgelmuseum Valley ausgestellt sind. Das Instrument besitzt nach Austausch einiger schwacher Zungenregister, Erweiterung um einige 8'-Grundstimmen, einer Pedalposaune in 32'-Lage und einer Trompeteria auf hohem Winddruck nun 90 Register. Eine Besonderheit sind die beiden auf Seitenemporen ausgelagerten Schwellwerke, die jeweils mit eigenen Pedalregistern ausgestattet sind. Die aktuelle Disposition lautet:
| I Positiv C–g3 |             |        |
| 1.             | Bordun      | 16′    |
| 2.             | Principal   | 8′     |
| 3.             | Rohrflöte   | 8′     |
| 4.             | Gamba       | 8′     |
| 5.             | Octave      | 4′     |
| 6.             | Coppelflöte | 4′     |
| 7.             | Quinte      | 2 ⁄3′  |
| 8.             | Octave      | 2′     |
| 9.             | Terz        | 1 3⁄5′ |
| 10.            | Mixtur V    | 1 ⁄3′  |
| 11.            | Trompete    | 8′     |
| 12.            | Cromorne    | 8′     |
|                | Tremulant   |        |

| II Hauptwerk C–g3 |                   |       |
| 13.               | Principal         | 16′   |
| 14.               | Principal         | 8′    |
| 15.               | Doppelflöte       | 8′    |
| 16.               | Gedackt           | 8′    |
| 17.               | Gemshorn          | 8′    |
| 18.               | Octave            | 4′    |
| 19.               | Hohlflöte         | 4′    |
| 20.               | Quinte            | 2 ⁄3′ |
| 21.               | Octave            | 2′    |
| 22.               | Großmixtur III-IV | 2′    |
| 23.               | Mixtur IV-V       | 1 ⁄3′ |
| 24.               | Bombarde          | 16′   |
| 25.               | Trompette         | 8′    |
| 26.               | Clairon           | 4′    |

| III Brustwerk C–g3 |                  |        |
| 27.                | Coppelgedackt    | 8′     |
| 28.                | Salicet          | 8′     |
| 29.                | Praestant        | 4′     |
| 30.                | Blockflöte       | 4′     |
| 31.                | Nasard           | 2 ⁄3′  |
| 32.                | Waldflöte        | 2′     |
| 33.                | Terz             | 1 3⁄5′ |
| 34.                | Larigot          | 1 ⁄3′  |
| 35.                | Flageolett       | 1′     |
| 36.                | Scharffcymbel IV | 1′     |
| 37.                | Musette          | 16′    |
| 38.                | Vox humana       | 8′     |
|                    | Tremulant        |        |

| Trompeteria C–g3 |                 |     |
| 72.              | Cornet V        | 8′  |
| 73.              | Tuba magna      | 16′ |
| 74.              | Tuba mirabilis  | 8′  |
| 75.              | Fanfare         | 8′  |
| 76.              | Fanfare Clairon | 4′  |

| IV Balkonorgel links – Récit C–g3 |                      |       |
| 39.                               | Bourdon              | 16′   |
| 40.                               | Montre * (ext. 54)   | 8′    |
| 41.                               | Flûte harmonique     | 8′    |
| 42.                               | Quintade             | 8′    |
| 43.                               | Salicional           | 8′    |
| 44.                               | Unda maris           | 8′    |
| 45.                               | Prestant             | 4′    |
| 46.                               | Flûte octaviante     | 4′    |
| 47.                               | Octavin              | 2′    |
| 48.                               | Septimcornett III-V  | 2 ⁄3′ |
| 49.                               | Plein jeu V          | 2′    |
| 50.                               | Basson               | 16′   |
| 51.                               | Trompette harmonique | 8′    |
| 52.                               | Clairon harmonique   | 4′    |
|                                   | Tremulant            |       |

| Pedal (Recit) C–f1 |         |     |
| 53.                | Subbaß  | 16′ |
| 54.                | Flûte * | 8′  |
| 55.                | Fagott  | 16′ |

| V Balkonorgel rechts – Echo C–g3 |                       |       |
| 56.                              | Principal * (ext. 70) | 8′    |
| 57.                              | Bourdon doux          | 8′    |
| 58.                              | Viola da Gamba        | 8′    |
| 59.                              | Vox angelica          | 8′    |
| 60.                              | Venezianerflöte       | 4′    |
| 61.                              | Viola d’amore         | 4′    |
| 62.                              | Nachthorn             | 2′    |
| 63.                              | Viola piccola         | 2′    |
| 64.                              | Harmonia aetheria IV  | 2 ⁄3′ |
| 65.                              | Cymbel III            | 1′    |
| 66.                              | Dulcian               | 16′   |
| 67.                              | Hautbois              | 8′    |
| 68.                              | Regal                 | 8′    |
|                                  | Tremulant             |       |
|                                  |                       |       |

| Pedal (Echo) C–f1 |               |     |
| 69.               | Salicetbass   | 16′ |
| 70.               | Violoncello * | 8′  |
| 71.               | Flûte         | 4′  |

| Pedal C–f1 |                     |       |
| 77.        | Principal-Untersatz | 32′   |
| 78.        | Principal           | 16′   |
| 79.        | Subbass             | 16′   |
| 80.        | Octave              | 8′    |
| 81.        | Gedeckt             | 8′    |
| 82.        | Violon              | 8′    |
| 83.        | Octave              | 4′    |
| 84.        | Choralflöte         | 2′    |
| 85.        | Hintersatz V        | 2 ⁄3′ |
| 86.        | Contra-Posaune      | 32′   |
| 87.        | Bombarde            | 16′   |
| 88.        | Posaune             | 16′   |
| 89.        | Trompette           | 8′    |
| 90.        | Clairon             | 4′    |

 * = bis f1 im Prospekt und nicht im Schweller
- Koppeln
  - Normalkoppeln: I/II, III/II, IV/II, V/II, III/I, IV/I, V/I, I/III, IV/III, V/III, V/IV, I/P, II/P, III/P, IV/P, V/P
  - Trompeteria: an I, II, III, IV, V, P
  - Suboktavkoppeln: IV/IV, V/V (durchkoppelnd auf II)
  - Superoktavkoppeln: IV/IV, V/V, IV/P

## Glocken
Die ersten Glocken werden 1439 erwähnt. Dabei wurde die große und die kleine Hosannaglocke gegossen. 1577 wurden zwei weitere Glocken von der Biberacher Glockengießerei Joachim Vohner I. gekauft. Diese beiden existieren noch heute. Die Elfuhrglocke ist heute im Ostturm aufgehängt, die andere wurde 1948 an die Pfarrei Lamerdingen verkauft. Die nächsten Glocken wurden 1784 von der Memminger Glockengießerei Johann Georg Ernst gekauft. Es könnte sich dabei um die 1864 erwähnte Antlaßglocke gehandelt haben. Die große Hosannaglocke wurde vom Freistaat Bayern 1902 an die Kirche von Wald im schweizerischen Kanton Appenzell Ausserrhoden verkauft, wo sie 1902 für ein neues Geläut eingeschmolzen wurde. Bis 1864 bestand das Ottobeurer Geläut aus lediglich drei Glocken. 1864 wurden zum 1100-Jahr Jubiläum des Klosters drei Glocken aus der Memminger Glockengießerei Johann Hermann gekauft. Die zwei kleineren wurden im Ersten Weltkrieg eingeschmolzen. 1929 wurden drei neue Glocken als Ausgleich von der Lauinger Glockengießerei Radler gekauft. Bis zum Zweiten Weltkrieg waren auf dem Westturm die Hoasanna- und die Preciosaglocke aufgehängt, auf dem Ostturm hing die kleine Hosanna, die Elfuhrglocke, die Zwölfuhrglocke, die Marienglocke und die Benediktusglocke. Während des Zweiten Weltkrieges mussten alle Glocken, bis auf die Benediktusglocke abgegeben werden. Eingeschmolzen wurden die Marienglocke, die kleine Hosanna, die Preciosa und die Hosanna. Die anderen Glocken wurden auf dem Glockenfriedhof in Hamburg eingelagert. Die neuen Glocken, welche nach dem Zweiten Weltkrieg angeschafft wurden, kosteten 12.500 Reichsmark.
Das heutige Abteigeläute zählt mit seinen sieben Glocken, welche in beiden Türmen aufgehängt sind, zu den tontiefsten Glockenensembles in Bayern.
| Nr. | Name                                         | Gussjahr | Gießer                                      | Durchmesser | Gewicht | Nominal (16tel) |
| --- | -------------------------------------------- | -------- | ------------------------------------------- | ----------- | ------- | --------------- |
| 1   | Hosannaglocke                                | 1948     | Glockengießerei Johann Hahn, Landshut       | 1980 mm     | 4995 kg | g0              |
| 2   | Preciosaglocke                               | 1948     | Glockengießerei Johann Hahn, Landshut       | 1700 mm     | 3032 kg | b0              |
| 3   | Kleine Hosannaglocke (auch Scheidungsglocke) | 1948     | Glockengießerei Johann Hahn, Landshut       | 1490 mm     | 2000 kg | c1              |
| 4   | Elfuhrglocke                                 | 1948     | Glockengießerei Johann Hahn, Landshut       | 1320 mm     | 1422 kg | d1              |
| 5   | Zwölfuhrglocke                               | 1986     | Glockengießerei Bachert, Bad Friedrichshall | 1200 mm     | 1122 kg | f1              |
| 6   | Immaculataglocke (auch alte Zwölfuhrglocke)  | 1577     | Joachim Vollmer, Biberach                   | 1010 mm     | 0596 kg | g1              |
| 7   | Benedictaglocke                              | 1948     | Glockengießerei Hahn, Landshut              | 0880 mm     | 0423 kg | a1              |

### Westturm
Im Westturm hängen folgende Glocken:
- Die Hosannaglocke ist auf den Ton g° gestimmt, hat ein Gewicht von 4995 Kilogramm und wurde 1948 von der Glockengießerei Johann Hahn aus Landshut gegossen. Sie besitzt ein Bildnis, welche die Allerheiligste Dreifaltigkeit zeigt. Die Inschrift lautet Vivos voco, mortuos plango, fulgura frango nomen meum Hosanna (dt. Die Lebenden rufe ich, die Toten beklage ich, die Blitze breche ich, mein Name ist Hosanna). Die Umschrift Vivos voco, mortuos plango, fulgura frango wird seit dem 15. Jahrhundert häufig an Glocken angebracht. Einen hohen Bekanntheitsgrad erreichte sie, als Friedrich Schiller sie als Motto seinem berühmten Gedicht „Das Lied von der Glocke“ voranstellte. Schiller hatte den Spruch von einer Glocke in Schaffhausen übernommen. Des Weiteren ist ein Chronogramm eingraviert, welches lautet: DIro beLLo absVMpta tertIo nasCor pIe sVaVIterqVe CantatVra sanCtae trInItatI qVae propItIe astItIt ottenbVrae (dt.: Durch den grausamen Krieg hinweggenommen, erstehe ich zum dritten Mal, um fromm und lieblich der heiligen Dreifaltigkeit zu lobsingen, die Ottobeuren gnädig zur Seite stand.). Das Chronogramm ergibt die Zahl 1946 in römischen Ziffern.
- Die Preciosaglocke ist auf den Ton b° gestimmt, hat ein Gewicht von 3032 Kilogramm und wurde 1948 von der Gießerei Hahn aus Landshut gegossen. Sie zeigt das Bildnis der Kirchenpatrone St. Theodor und St. Sebastian. Die Inschrift lautet Pretiosa in conspectu Domini mors sanctorum eius (dt.: Kostbar ist in den Augen des Herrn der Tod seiner Heiligen.). Des Weiteren ist ein Chronogramm eingraviert. Dieses lautet MortIs pretIosae obtentV qVa sanCtI PatronI obIerVnt ChrIstVs reX paroChIanos IVgIter Donet CopIosa gratIa (dt.: Im Hinblick auf den kostbaren Tod der heiligen Patrone möge Christkönig die Pfarrgemeinde stets mit reicher Gnade beschenken.). Das Chronogramm beinhaltet die Zahl 1946.

### Ostturm
Im Ostturm hängen folgende Glocken:
- Die kleine Hosannaglocke oder Scheidungsglocke ist auf den Ton c′ gestimmt, hat ein Gewicht von 2000 Kilogramm und wurde 1948 von der Gießerei Hahn aus Landshut gegossen. Auf ihr ist ein Bildnis des heiligen Josef und eines Pelikans zu sehen. Die Inschrift lautet Aus dem Feuer bin ich geflossen; Johann Hahn aus Landshut hat mich gegossen. Des Weiteren ist ein Chronogramm eingraviert, welches LIbens IVgIter patroCInare pIe sanCte Ioseph eCCLesIae CoenobIo abbatI, VIVIs MorIentIbVs, VInCLo CorporIs soLVtIs (dt.: O gütiger heiliger Josef, schütze immerdar gern Kirche, Kloster und Abt, die Lebenden, die Sterbenden und die, die schon befreit sind von der Fessel des Leibes.) lautet. Auch dieses Chronogramm ergibt 1946.
- Die Elfuhrglocke ist auf den Ton d′ gestimmt, hat ein Gewicht von 1422 Kilogramm und wurde 1948 von der Gießerei Hahn aus Landshut gegossen. Auf der Glocke ist ein Bildnis des kreuztragenden Jesus zu sehen. Die Inschrift lautet Ecce crucem Domini fugite partes adversae vicit leo de tribu Juda radix David (dt.: Seht das Kreuz des Herrn, fliehet feindliche Mächte, gesiegt hat der Löwe aus dem Stamme Juda, die Wurzel Davids.). Diese Inschrift wird nach der Legende, dass der heilige Antonius einer Frau gegen die Versuchungen des Teufels dieses exorzistische Gebet empfohlen habe, Motto des heiligen Antonius genannt. Papst Sixtus V. hat das Gebet auf der Basis des Obelisken auf dem Petersplatz in Rom einmeißeln lassen.
- Die Zwölfuhrglocke ist auf den Ton f′ gestimmt, hat ein Gewicht von 1122 Kilogramm und wurde 1986 von der Glockengießerei Bachert aus Bad Friedrichshall gegossen. Auf ihr ist das Bildnis des romanischen Kruzifixes des Kreuzaltars der Basilika zu sehen. Die Inschrift lautet Jesus Nazarenus rex Judaeorum titulus triumphalis defendat nos (dt.: Jesus von Nazareth, König der Juden, dieser siegreiche Ehrenname schütze uns!).
- Die Immaculataglocke oder alte Zwölfuhrglocke ist die älteste noch erhaltene Glocke der Basilika. Sie ist auf den Ton g′ gestimmt und hat ein Gewicht von 613 Kilogramm. Sie wurde 1577 von Joachim Vollmer aus Biberach gegossen. Auf ihr ist ein Bildnis einer Kreuzigungsgruppe mit dem knienden Abt Kaspar Kindelmann und dem Wappen des Klosters zu sehen. Die Inschrift lautet Jesus Nazarenus rex Judaeorum titulus triumphalis defendat nos (dt.: Jesus von Nazareth, König der Juden, dieser siegreiche Ehrenname schütze uns!).
- Die Benedictaglocke ist auf den Ton a′ gestimmt, hat ein Gewicht von 423 Kilogramm und wurde von der Gießerei Hahn 1948 gegossen. Auf ihr ist das Bildnis des heiligen Benedikt zu sehen. Die Inschrift lautet Benedictus Deus in Sanctis suis (dt.: Gepriesen sei Gott in seinen Heiligen).

## Nutzung
Die Basilika ist gleichzeitig Kloster- und Pfarrkirche, es finden täglich Gottesdienste statt. 
In den Sommermonaten finden wöchentlich Führungen und Orgelkonzerte statt.